# ユニヴァーシティ・カレッジ・ロンドン
座標: 北緯51度31分29秒 西経0度08分01秒 / 北緯51.524659度 西経0.133704度
ユニヴァーシティ・カレッジ・ロンドン（University College London、略称 UCL）は、イギリス・ロンドンに本部を置く英国屈指の総合国立大学で、ロンドン大学連合の構成カレッジである。建学の父である哲学者ジェレミ・ベンサムの「すべての人に開かれた大学を」という理念のもと、1826年に創設された。

## 概要
ロンドン大学連合の旗艦校として設立され、現在ではロンドン大学を構成する他の教育・研究機関同様、独立して学位を授与している。イギリスのエリート大学群であるゴールデン・トライアングル（英国版アイビー・リーグ）の1校で、世界大学ランキングでは、QS World University Rankingsの2025年度版で世界第9位にランクインし、教育学では12年連続で世界第1位と評価されている。イギリスの名門研究大学連盟ラッセル・グループ、およびヨーロッパ研究大学連盟（LERU）に加盟している。
現在までに、卒業生・教員・創立者から計30人のノーベル賞受賞者と3人のフィールズ賞受賞者を輩出している。1859年にチャールズ・ダーウィンが「種の起源」を発表したことでも世界的に有名。日本では、初代内閣総理大臣・伊藤博文や五代友厚、森有礼などの明治維新に大きく影響を与えた人物達が学んだことで有名で、構内には記念碑が建てられている。また、夏目漱石もイギリス留学時に英文学の授業を聴講した。近年の著名人では元首相の小泉純一郎が留学したことでも知られている。
2003年8月、マルコム・グラント が学長に就任後、それまでイギリスの大学では稀だった、大学献金 (Fund Raising) のキャンペーンを行い、8,100万ポンド（約170億円）を拠出し、大学の財政状態を大きく好転させた。また、同学長は、就任以来UCLの研究志向型大学への転換を推進し、学部教育よりも大学院教育を重視するようになった。Thomson ISIが2008年7月に発表したScience Citation Index では、自然科学分野の教員1人当たり論文の引用回数が、世界で13位とイギリスの大学でトップとなった。さらにGrantは、"London's Global University" を合言葉に、UCLのグローバル化を推進した。現在、世界140ヶ国以上の国から留学生を受け入れ、アメリカのイェール大学・コロンビア大学・ペンシルベニア大学・カリフォルニア工科大学、フランスのエコール・ノルマル・シュペリウール（高等師範学校)、日本の東京大学・京都大学・一橋大学・大阪大学など、世界中の大学との提携を実現させている。2006年1月には、UCLはヨーロッパ研究大学連盟 (LERU) の加盟校として招待されUCLはこれに合意した。イギリスでLERUに加盟を許可されている大学としては、オックスフォード大学・ケンブリッジ大学・エディンバラ大学に続く4校目である。
UCLは日本の近代化に大きな影響を与えた。人種や宗教といった入学制限がなかったことから、幕末から明治維新にかけて、長州五傑をはじめ、松下村塾出身者や薩摩藩留学生を中心とする多くの日本人留学生がUCLで学び、明治政府の設立・発展に貢献した。現在の日本がイギリスと同じ議会制民主主義を採用しているのは、彼らがUCLに留学し学んだことの影響が大きい。さらに、夏目漱石が明治政府から派遣されてきたのもUCLであった。元首相の小泉純一郎もUCLに留学し、学位未取得のまま帰国したが、後年名誉学位を授与された。
上記のような経緯から、2014年に当時の安倍晋三首相（長州藩のあった現在の山口県選出）が訪英の際にUCLを訪問し、当時の学長（プロヴォスト）であったマイケル・アーサーと会談した。政治的中立性を重んじる英国の大学へ現役の政治家が訪問することは異例であり、日本とUCLの深い歴史を象徴する出来事となった。
UCLでは、2021年1月11日に新たな学長人事が行われ、前任のマイケル・アーサー（物理学者）に代わって、新たに法学者であるマイケル・スペンスが就任した。なお、UCLはロンドン大学連合の加盟校である関係上、総長は英国王室のアン王女（チャールズ3世の妹）が名誉職として務めている。

## 歴史

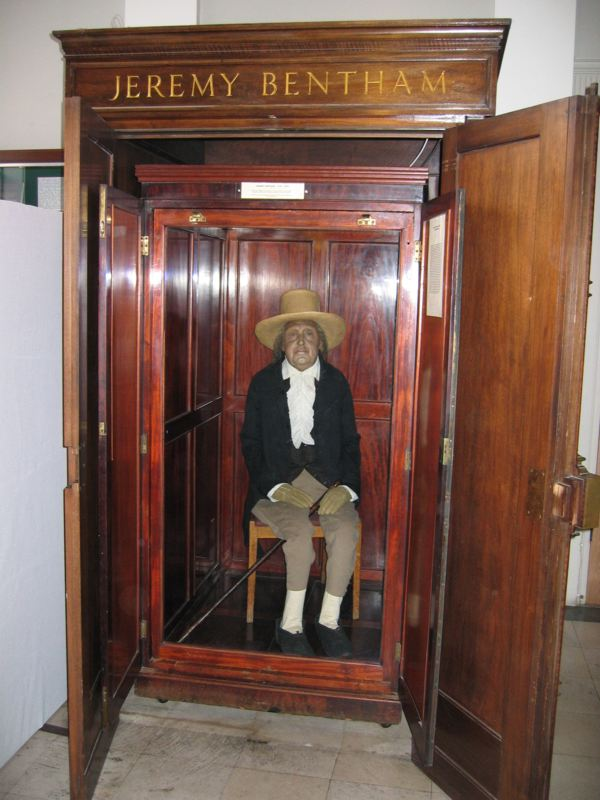
ジェレミ・ベンサムの自己標本

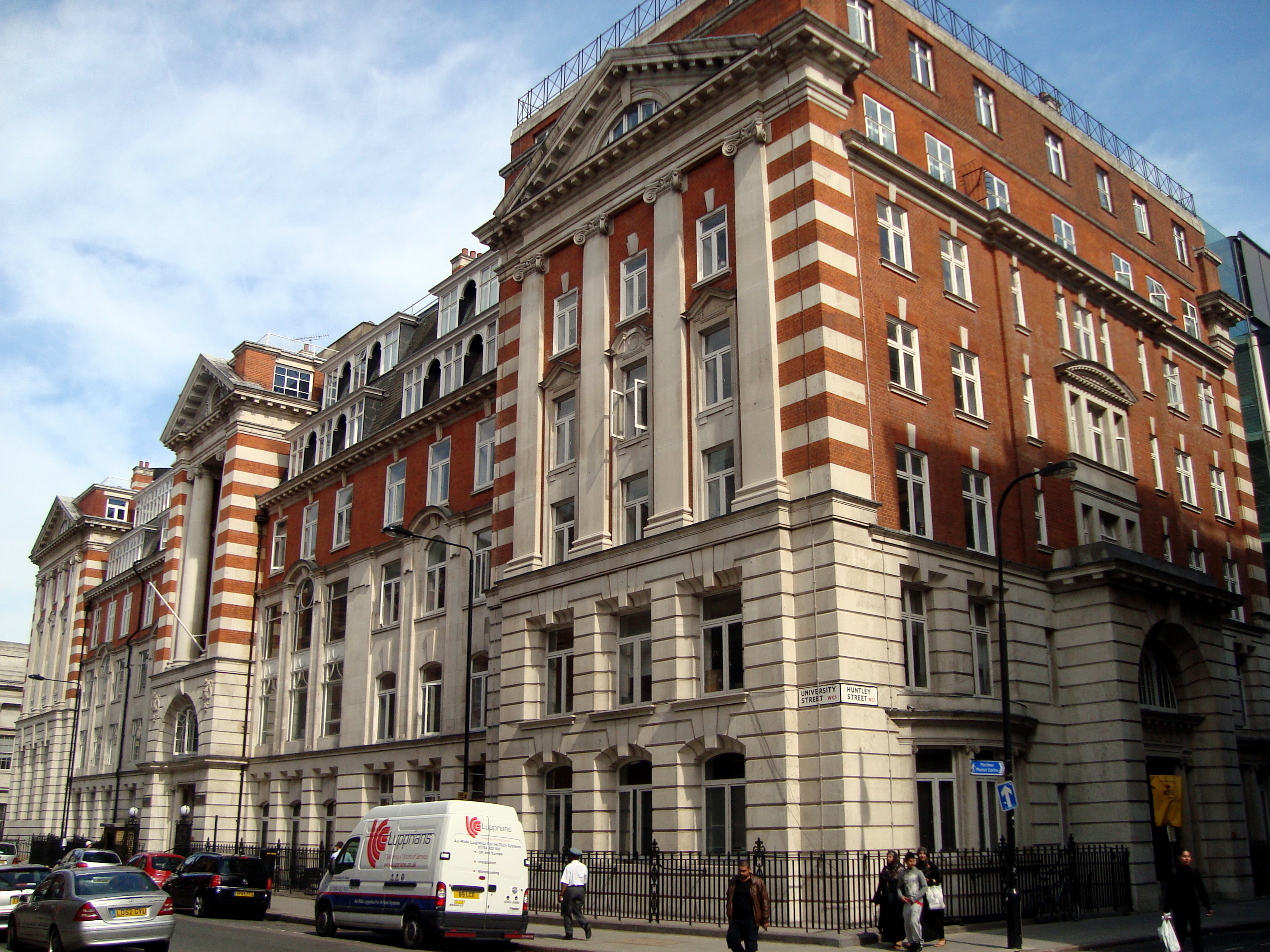
ロックフェラー・ビルディング

1826年、「ロンドン ユニヴァーシティ」(London University) の名称で設立された。哲学者ジェレミ・ベンサムがUCLの建学の父であり、UCLの発展に大きな影響を与えた。ベンサムは、高等教育の大衆化を強く唱え「すべての人に開かれた大学を」と、UCLを開学した。当時のオックスフォード大学・ケンブリッジ大学が、男性・イギリス国教徒・貴族出身者という差別的な入学条件を設けていたのに対して、UCLはイギリスで初めて平等な基準によって女性を受け入れ、宗教・政治的思想・人種による入学差別を撤廃した。このような歴史から、UCLは自由主義・平等主義の大学として知られている。
UCLは当初からユニヴァーシティ（カレッジとは区別される）として設立された。これに対して、既得権益を失うことを恐れたオックスフォード大学・ケンブリッジ大学は、様々な圧力をUCLにかけ、大学としての地位を剥奪しようとした。また、イングランド国教会は、その無宗教にもとづく設立を理由に、学位を授与するのに必要な勅許状 (Royal Charter) を認可することに反対し、ジョージ4世の勅許により1829年8月14日にキングス・カレッジ・ロンドン（KCL）を設立した。
しかし、UCLは1836年11月28日に勅許状を獲得し、ユニヴァーシティ・カレッジ、 ロンドン(University College, London) として大学法人の地位を得た。同日、UCLの修了生に対する学位の授与などを目的とするユニヴァーシティ・オヴ・ロンドン(University of London)の設立を認める勅許状も出された。

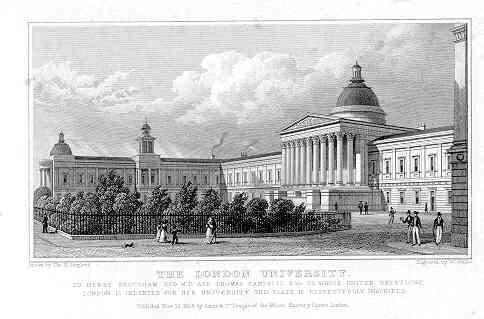
1827年頃に描かれたUCL

UCLの無宗教性は、イギリスと大学と学問の発展にも大きな影響を与えている。例えば、チャールズ・ダーウィンの『進化論』は、当時のキリスト教思想を真っ向から否定することになるため、キリスト教研究を目的として設立された、オックスフォード大学・ケンブリッジ大学で発表することは許されなかった。したがってダーウィンは、当時唯一の無宗教大学のUCLで『進化論』を発表することになった。薩摩藩留学生が聴講生として学んだ1860年代半ばごろは、法文学部と医学部で構成され、学生総数はその2学部で約450名あり、これに予科が付属していた。

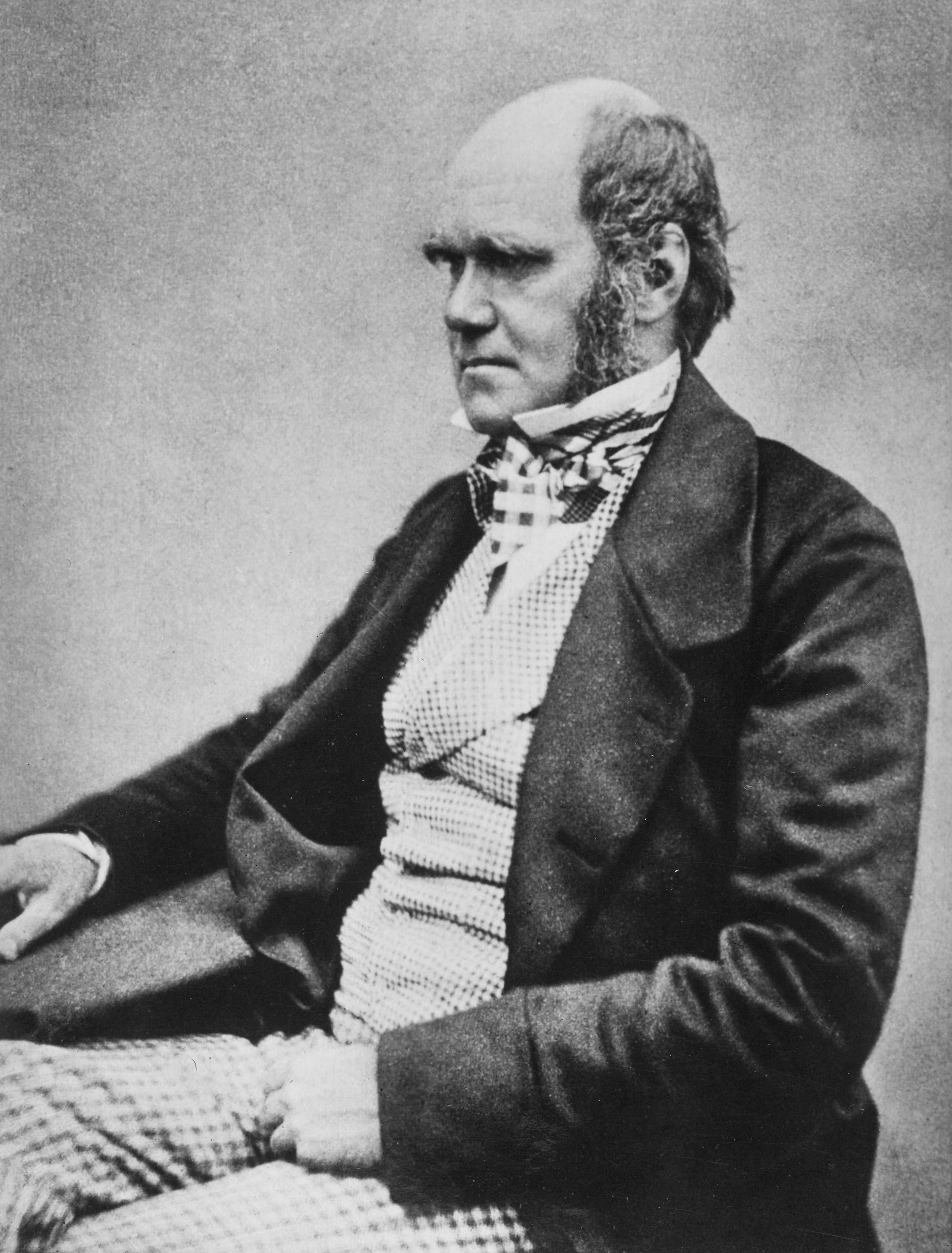
チャールズ・ダーウィン

また、現在のUCLのキャンパス内の建築様式にもUCLの無宗教性が見て取れる。イギリス国内の多くの伝統校の建物が、教会建築に多く用いられる荘厳なゴシック様式であるのに対し、UCLの建物はモダンな様式であったり、一般の民家を改装したものが多く、非常に質素で経済的なものである。それはベンサムの大学の大衆化という思想を、キャンパスに反映させたものとされている。このような一種型破りなUCLの発展の歴史は、伝統校から多くの批判をうけ、現在でもイギリスでは、ある種独特な大学として認識されている。古くからUCLが、「ガウアー通りの無神論者」(Godless Scum of Gower Street) という有名な形容句で揶揄されてきたのも、こうした歴史背景からである。
UCLの平等主義は、イギリスで初めて学生自治会 (Students' Union) を生んだ。現在でも自治会の活動は非常に盛んで、多大な影響力をもっている。例えば2002年のUCLとインペリアル・カレッジ・ロンドンとの合併提案は、学生自治会の拒否権の発動により阻止された。
UCLの自由主義は、新たな学問領域を広げる原動力になった。地理学、動物学、化学、応用化学、エジプト学、応用電気工学、英文学、フランス語、ドイツ語、イタリア語、パピルス古文書学、音声学は、UCLがイギリスで初めて大学教育を始めた分野である。このように、UCLの無宗教性・自由・平等主義は、イギリスの大学教育に多大な影響を与えた。
1907年、UCLはロンドン大学 (University of London) に移管され、一旦は独立法人としての地位を失った。この3年後の1910年には、キングス・カレッジ・ロンドン (King's College London, KCL) も同様にロンドン大学に吸収された。
1911年、カール・ピアソンらが中心となって創設した応用統計学科（The Department of Applied Statistics）は、現在の統計学科の礎となっている。フランシス・ゴルトン、チャールズ・スピアマン、ロナルド・フィッシャー、エゴン・ピアソンなどを輩出し、統計学の発展に大きく貢献している。
1912年、音声学者のダニエル・ジョーンズがイギリスで最初の音声学科（Department of Phonetics）をUCLに開設した。1915年には、イギリスや外国の英語教師、英語学習者のために、英語音声学を集中的に学ぶことが出来る「The UCL Summer School in English Phonetics」を開設した。このコースは、ジョーンズが用いた Applied Phonetic Method of Pronunciation Instructionと呼ばれる、話し言葉中心の発音訓練に重きを置いた教授法を採用しており、開設から100年経った現在でも、Summer Course in English Phoneticsと名前を変え、毎年夏季休暇中に実施されている。なお、UCLに開設された音声学科は、2008年1月にその幕を閉じ、心理学言語科学専攻人間コミュニケーション科学科に統合された。
1977年、UCLは勅許状によって再度独立法人となり、大学の名称がユニヴァーシティ・カレッジ・ロンドン(University College London) に改められた。今日までに、多くのカレッジがロンドン大学に加盟し、現在では18のカレッジ・スクールなどから構成される、巨大な大学連合となった。2005年9月に、UCLはロンドン大学連合から独立して学位を授与する権限を枢密院から認可された。現在UCLは、ロンドン大学連合の一員としての地位を維持しつつ、UCLの学位を授与している。ロンドン大学の中でもまたその位は１位を確立していると言っても過言は無い。近年はロンドン大学の小規模な単科大学を吸収合併し、総合大学としての国際競争力を高めている。2014年には、教育学を専門とする、インスティチュート・オブ・エデュケーション（ロンドン大学教育研究所）を合併し、UCLの11番目の学部として改組された。

## 校風

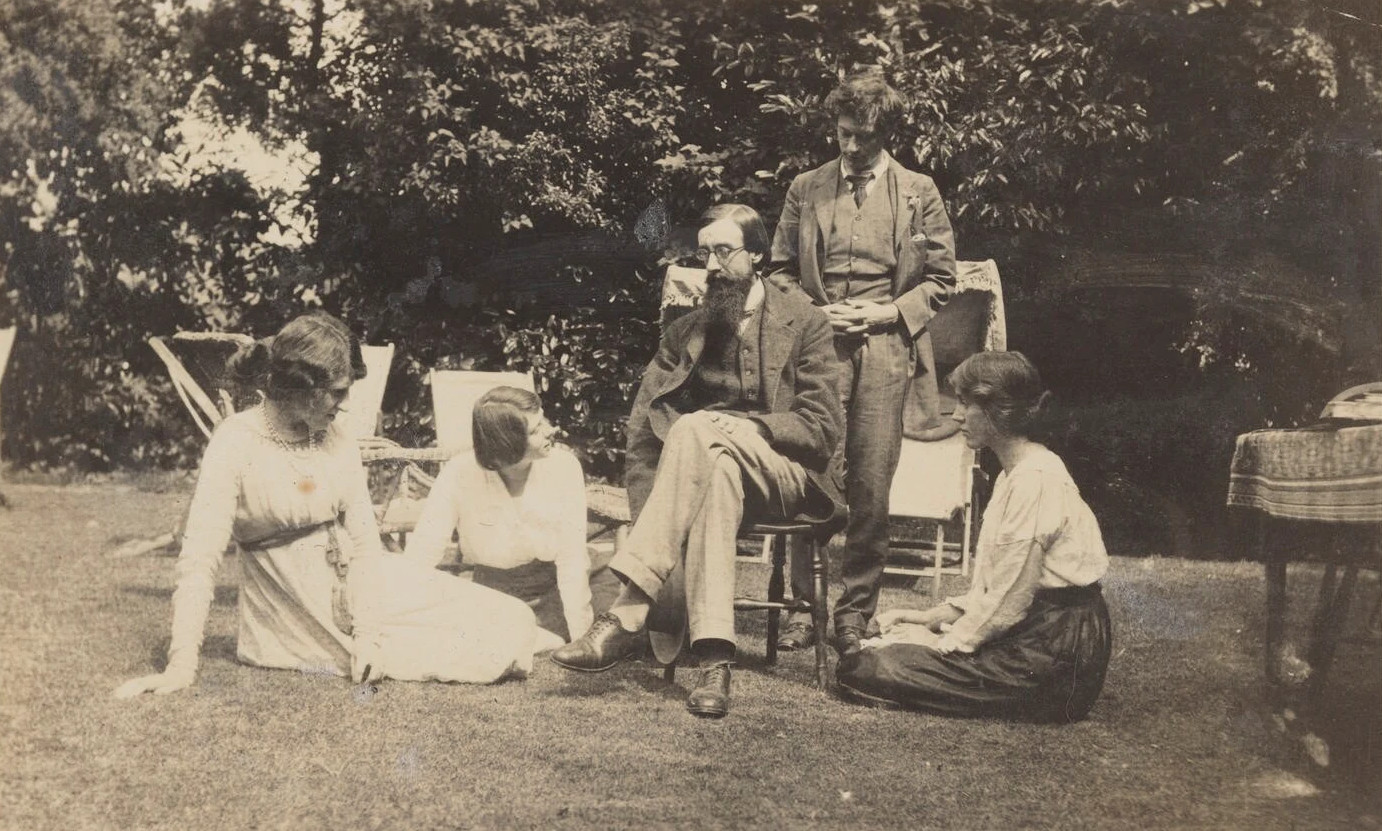
ブルームズベリー・グループ

UCLの自由主義の影響は、周辺地域にも及んでいる。特に有名なのは、ブルームズベリー・グループである。このブルームズベリーグループは、そのメンバーの多くがケンブリッジ大学内の「使徒会」「真夜中会」の会員から構成され、メンバーの住居は、UCL本校舎の裏にあるゴードンスクウェア周辺にあった。代表的なメンバーには、経済学者ジョン・メイナード・ケインズや文学者のリットン・ストレイチー、ヴァージニア・ウルフ、E・M・フォースター、芸術家のダンカン・グラント (Duncan Grant) 等がおり、彼らは大衆文化を幅広く支持し、宗教的な見方に囚われない、自由な生き方を共有した。
さらに、大学構内は一般市民に対してオープンにしており、大学構内のパブでは市民によるサッカー観戦が盛んで、ブルームズベリー劇場では定期的に演劇が上演され、多くの市民が鑑賞にやってくる。また、学生寮にも週末限定のパブがあり、学生によるバンド演奏も催されている。こうした、UCLの大衆文化の受け入れは、『グラディエーター』、『ハムナプトラ2　黄金のピラミッド』、『バットマン ビギンズ』、『アイズ ワイド シャット』、『インセプション』等の多くのハリウッド映画の撮影をキャンパスに呼び込み（Filming at UCLを参照）、UCLの学生で結成されたロックバンド、コールドプレイを育む土壌になった。

## 組織
2020年12月現在、UCLには11の学部・研究所があり、各学部に学士課程、修士課程、博士課程が所属している。
人文芸術学部（Faculty of Arts & Humanities）
- 文理学科
- 英語英文学科
- 欧州国際社会政治学科
- ギリシャ語・ラテン語学科（古典学科）
- ヘブライ語・ユダヤ語学科
- 情報学科
- 欧州文化・言語・社会学校
- 芸術学校
- 哲学科
- 高等研究所

バートレット建築環境学部（The Bartlett Faculty of Built Environment）
- 高度空間分析センター
- 建築学校
- 建設計画マネジメント学校
- 環境エネルギー資源学校
- 開発計画ユニット
- プランニング学校
- グローバル共栄学科
- 公共イノベーション研究所
- 都市研究室

脳科学部 （Faculty of Brain Sciences）
- 精神医学科
- 心理学・言語科学科
- 聴覚研究所
- 認知脳科学研究所
- 神経科学研究所
- 眼科学研究所
- ブリオン病研究所
- 英国認知症研究所
- メンタルヘルス研究所

工学部 （Faculty of Engineering Sciences）
- 生化学工学科
- 化学工学科
- 土木・環境・地理情報工学科
- 計算機科学科
- 電気電子工学科
- 機械工学科
- 医療物理学・医用生体工学科
- 科学・技術・工学・公共政策学科
- 保安・犯罪科学科
- マネジメント学校

教育研究所 （Institute of Education）
法学部 （Faculty of Laws）
- 司法アクセスセンター
- 商法研究センター
- 刑法研究センター
- 実証法学研究センター
- 法学・倫理学センター
- 欧州研究所
- 法学・経済学・社会研究センター
- 法学・環境学センター
- 国際裁判センター
- 先端法学研究所
- 人権研究所
- 法学・政治学・哲学研究所
- 競争法・経済学研究所
- 司法研究所
- 労働者権利研究所

生命科学部 （Faculty of Life Sciences）
- バイオサイエンス学科
- 薬学校
- 分子細胞生物学研究室
- 計算論的神経科学ユニット
- 神経科学・行動研究センター

数理・物理科学部 （Faculty of Mathematical & Physical Sciences）
- 化学科
- 地球科学科
- 数学科
- ロンドン・ナノテクノロジーセンター
- 物理・天文学科
- 危機・減災学科
- 科学技術研究学科
- 宇宙・気候物理学科（大気物理学）
- 統計科学科
- 自然科学科

医学部 （Faculty of Medical Sciences）
- がん研究所
- メディカルスクール
- 外科学・介入科学科
- 感染症・免疫学科
- 医学科
- 歯学研究所

公衆衛生科学部 （Faculty of Public Health Sciences）
- 循環器科学研究所
- 臨床試験法研究所
- 疫学・ヘルスケア研究所
- 小児保健研究所
- グローバルヘルス研究所
- 健康情報学研究所
- 女性健康研究所
- 小児希少疾患研究センター

社会・歴史科学部 （Faculty of Social & Historical Sciences）
- 人類学科
- 経済学科
- 地理学科
- 歴史学科
- 芸術史学科
- 米州研究所
- 考古学研究所
- 政治学科
- 高等研究所
- スラブ東欧学研究所

## 評価
UCLは世界の主要大学ランキングにおいて、常に世界トップクラスの評価を受けている。
|                                | 2022 | 2021 | 2020 | 2019 | 2018 | 2017 | 2016 | 2015 | 2014 | 2013 | 2012 | 2011 | 2010 | 2009 | 2008 |
| ------------------------------ | ---- | ---- | ---- | ---- | ---- | ---- | ---- | ---- | ---- | ---- | ---- | ---- | ---- | ---- | ---- |
| QS 世界大学ランキング          | 8位  | 10位 | 8位  | 10位 | 7位  | 7位  | 7位  | 7位  | 5位  | 4位  | 4位  | 7位  | 4位  | 4位  | 7 位 |
| THE 世界大学ランキング         | 18位 | 16位 | 15位 | 14位 | 16位 | 15位 | 15位 | 14位 | 22位 | 21位 | 17位 | 17位 | 22位 |      |      |
| 世界大学学術ランキング（ARWU） |      | 16位 | 15位 | 17位 | 16位 | 17位 | 18位 | 20位 | 21位 | 21位 | 20位 | 21位 | 21位 | 22位 |      |

## ノーベル賞受賞者
UCLはこれまでに30名のノーベル賞受賞者を輩出している。
- 1904 ウィリアム・ラムゼー（化学賞）

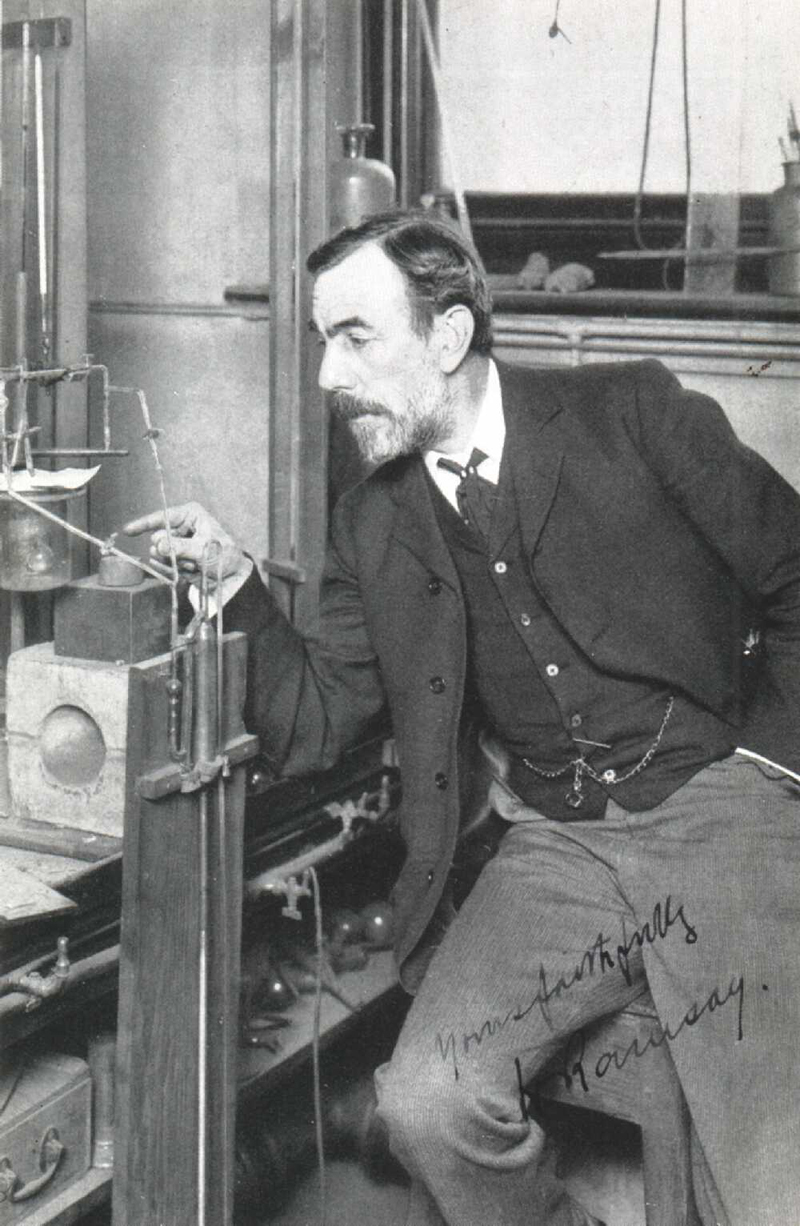
ウィリアム・ラムゼー

- 1913 ラビンドラナート・タゴール（文学賞）
- 1915 ヘンリー・ブラッグ（物理学賞）
- 1921 フレデリック・ソディ（化学賞）
- 1922 アーチボルド・ヒル（医学生理学賞）
- 1928 オーエン・リチャードソン（物理学賞）
- 1929 フレデリック・ホプキンズ（医学生理学賞）
- 1936 ヘンリー・ハレット・デール（医学生理学賞）
- 1936 オットー・レーヴィ (医学生理学賞)
- 1939 コルネイユ・ハイマンス (医学生理学賞)
- 1944 オットー・ハーン（化学賞）
- 1947 ロバート・ロビンソン（化学賞）
- 1955 ヴィンセント・デュ・ヴィニョー（化学賞）
- 1959 ヤロスラフ・ヘイロフスキー（化学賞）
- 1960 ピーター・メダワー（医学生理学賞）
- 1962 フランシス・クリック（医学生理学賞）
- 1963 アンドリュー・フィールディング・ハクスリー（医学生理学賞）
- 1967 ジョージ・ポーター (化学賞)
- 1970 ベルンハルト・カッツ（医学生理学賞）
- 1970 ウルフ・スファンテ・フォン・オイラー（医学生理学賞）
- 1988 ジェームス・ブラック（医学生理学賞）
- 1991 ベルト・ザクマン（医学生理学賞）
- 2000 ジェームズ・ヘックマン (経済学賞)
- 2001 ポール・ナース (医学生理学賞)
- 2007 マーティン・エヴァンズ（医学生理学賞）
- 2009 チャールズ・カオ（物理学賞）
- 2013 ピーター・ヒッグス (物理学賞)
- 2013 ジェームズ・ロスマン (医学生理学賞)
- 2014 ジョン・オキーフ (医学生理学賞)
- 2020 ロジャー・ペンローズ(物理学賞)

## 主な関係者

### 自然科学
- チャールズ・ロバート・ダーウィン（1809年 - 1882年、イギリス自然科学者、UCLで『種の起源』初発表）
- オーガスタス・ド・モルガン（1806年 - 1871年、イギリスの数学者、ド・モルガンの法則発案者、元UCL数学教授）
- ジェームス・ジョセフ・シルベスター（1814年 - 1897年、イギリスの数学者、元UCL数学教授）
- フランシス・ゴルトン（1822年 - 1911年、イギリスの遺伝学者、人類学者、統計学者、探検家）
- アレキサンダー・ウィリアムソン（1824年 - 1904年、イギリスの化学者、元UCL化学部教授）
- アレクサンダー・グラハム・ベル（1847年 - 1922年、科学者、発明家、UCL卒業生）
- ジョン・アンブローズ・フレミング（1849年 - 1945年、イギリスの物理学者、フレミングの左手の法則、右手の法則考案者、元UCL電気工学教授）
- カール・ピアソン（1857年 - 1936年、イギリスの数理統計学者、優生学者、記述統計学の大成者、元UCL応用数学教授）
- アルフレッド・ノース・ホワイトヘッド（1861年 - 1947年、イギリスの数学者、哲学者、元UCL物理学部教授）
- ロナルド・フィッシャー（1890年 - 1962年、イギリスの統計学者、進化生物学者、遺伝学者、元UCL優生学教授）
- エゴン・ピアソン（1895年 - 1980年、イギリスの数理統計学者）
- ユージン・ラビノウィッチ（1901年 - 1973年、アメリカの化学・生物物理学者、マンハッタン計画における原子爆弾開発）
- エドワード・テラー（1908年 - 2003年、アメリカの物理学者、アメリカの「水爆の父」）
- クラウス・フリードリッヒ・ロス（1925年 - 2015年、イギリスの数学者、1958年フィールズ賞）
- ピーター・ヒッグス（1929年 - 2024年、イギリスの理論物理学者、2004年ウルフ賞）
- アラン・ベイカー（1939年 - 2018年、イギリスの数学者、フィールズ賞受賞）
- ジョスリン・ベル・バーネル（1943年 -、イギリスの天文学者、英国物理学会会長）
- ウィリアム・ティモシー・ガワーズ（1963年 -、イギリスの数学者、フィールズ賞受賞、元UCL数学講師）
- 松井智子（日本の認知科学者、東京学芸大学教授、元京都大学霊長類研究所准教授、UCL博士）

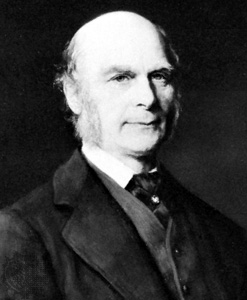
F・ゴルトン
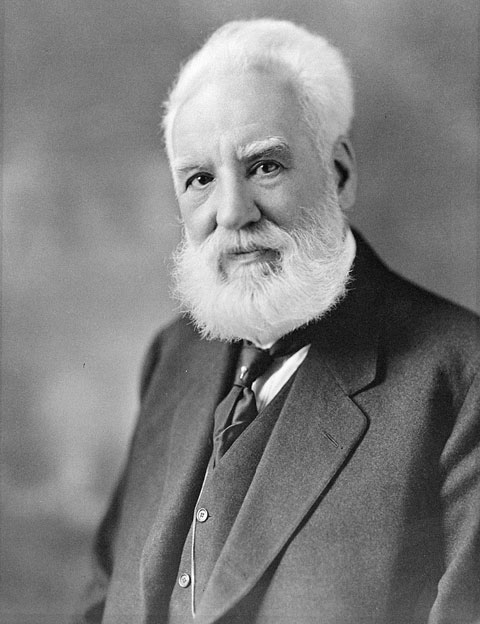
A・G・ベル
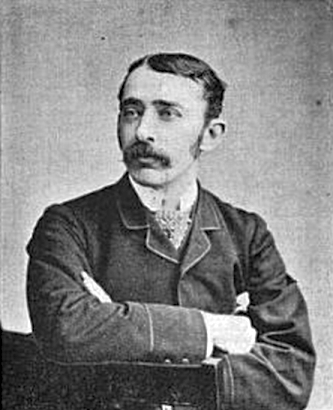
J・A・フレミング
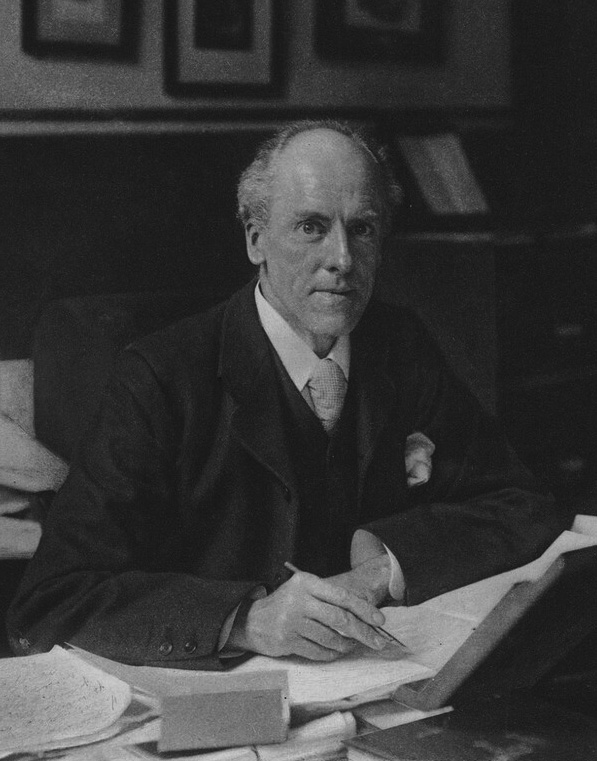
カール・ピアソン
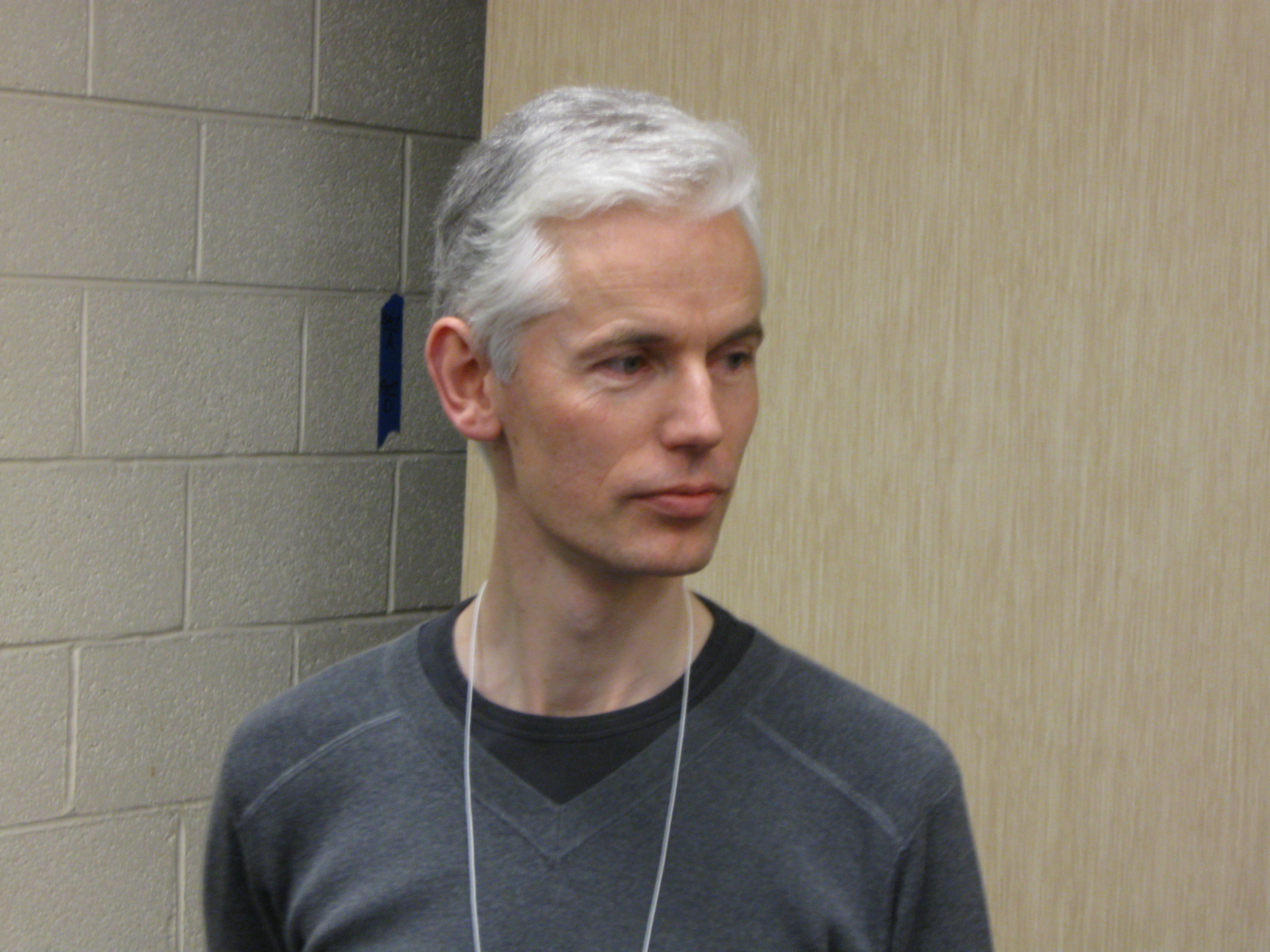
W・T・ガワーズ

### 人文・社会科学
- ジョン・オースティン  (1790年 - 1859年、イギリスの法哲学者、元UCL法学部教授)
- アントニオ・パニッツィ  (1797年 - 1879年、大英博物館図書館の司書、大英博物館第6代館長、元UCLイタリア語教授)
- ジョン・スチュアート・ミル  (1806年 - 1873年、イギリスの哲学者、経済学者)
- ウォルター・バジョット  (1826年 - 1877年、イギリスのジャーナリスト、評論家、『エコノミスト』紙の元編集長)
- ウィリアム・スタンレー・ジェヴォンズ  (1835年 - 1882年、イギリスの経済学者、論理学者)
- ハーマン・ゴランツ  (1852年 - 1930年、元UCLヘブライ語教授)
- チャールズ・スピアマン (1863年-1945年、イギリスの心理学者、因子分析の開拓者、スピアマンの順位相関係数の開発者)
- アルナルド・モミリアーノ  (1908年 - 1987年、イタリアの歴史学者)
- アルフレッド・エイヤー (1910年-1989年、イギリスの哲学者、論理実証主義の代表者)
- メアリー・ダグラス  (1921年 - 2007年、イギリスの社会人類学、文化人類学者)
- バーナード・ウィリアムズ (1929年-2003年、イギリスの哲学者、元UCL哲学教授)
- バーナード・クリック  (1929年 - 2008年、イギリスの政治学者、UCL卒業生)
- ロナルド・ドウォーキン  (1931年 - 2013年、アメリカの法哲学者、UCL法学部教授)
- ジョン・ゴールドソープ (1935年 -、イギリスの社会学者、社会階層論、卒業生)
- ジェラルド・コーエン (1941年-2009年、カナダの哲学者、元UCL哲学科准教授)
- 山内進 (1949年-、日本の法制史学者、一橋大学名誉教授、元UCL客員教授)
- 西川杉子 (1963年-、日本の歴史学者、東京大学教授、UCL卒業生)
- 鈴木公子 (日本の教育科学者、大阪工業大学名誉教授、UCL卒業生)

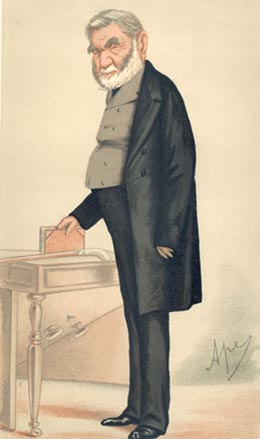
A・パニッツィ
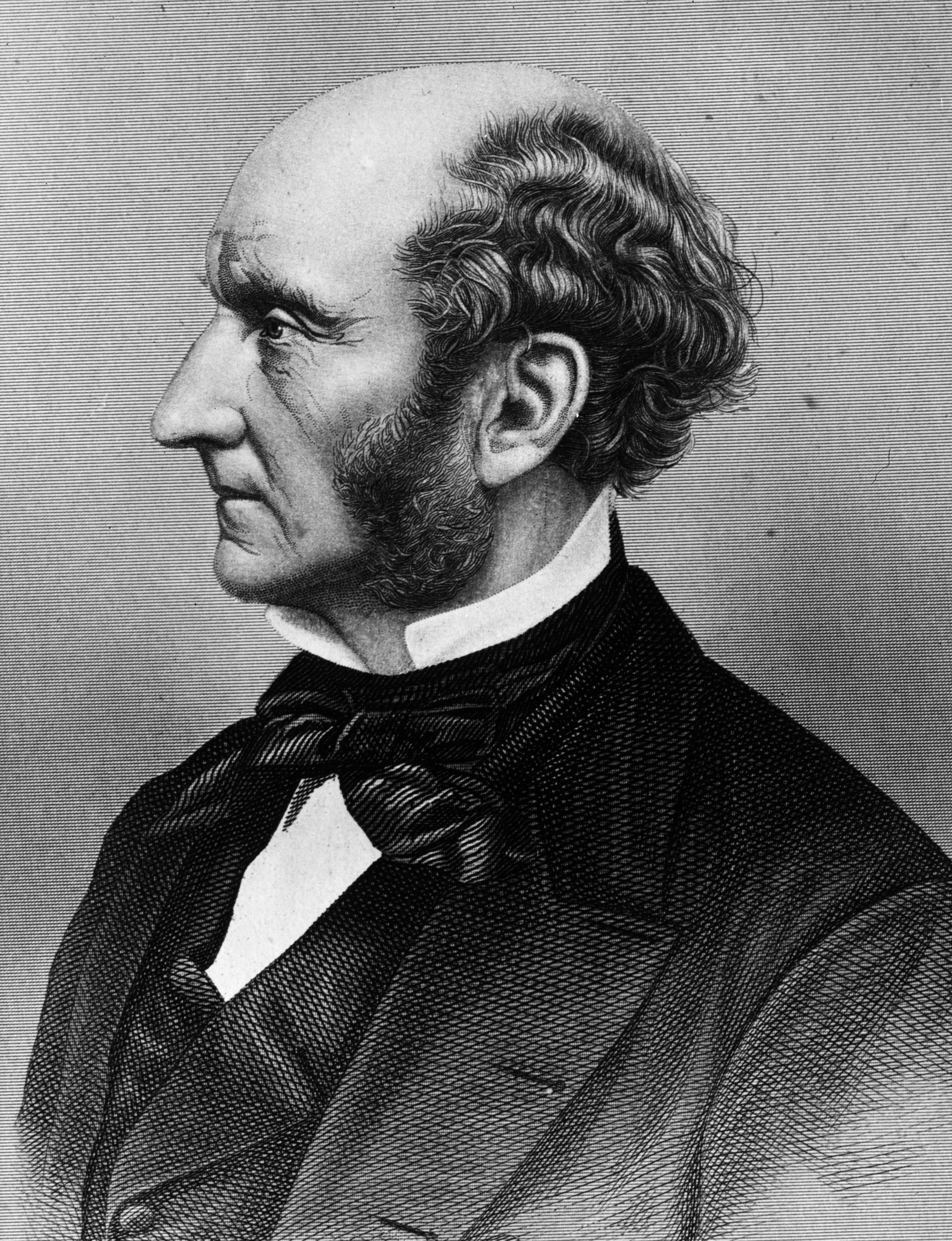
J・S・ミル
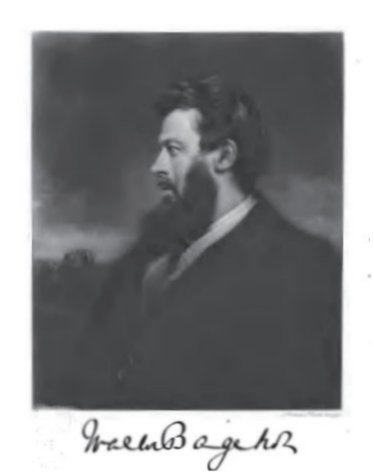
W・バジョット
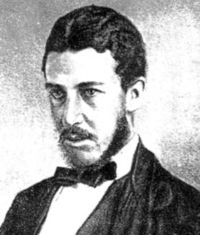
W・S・ジェヴォンズ
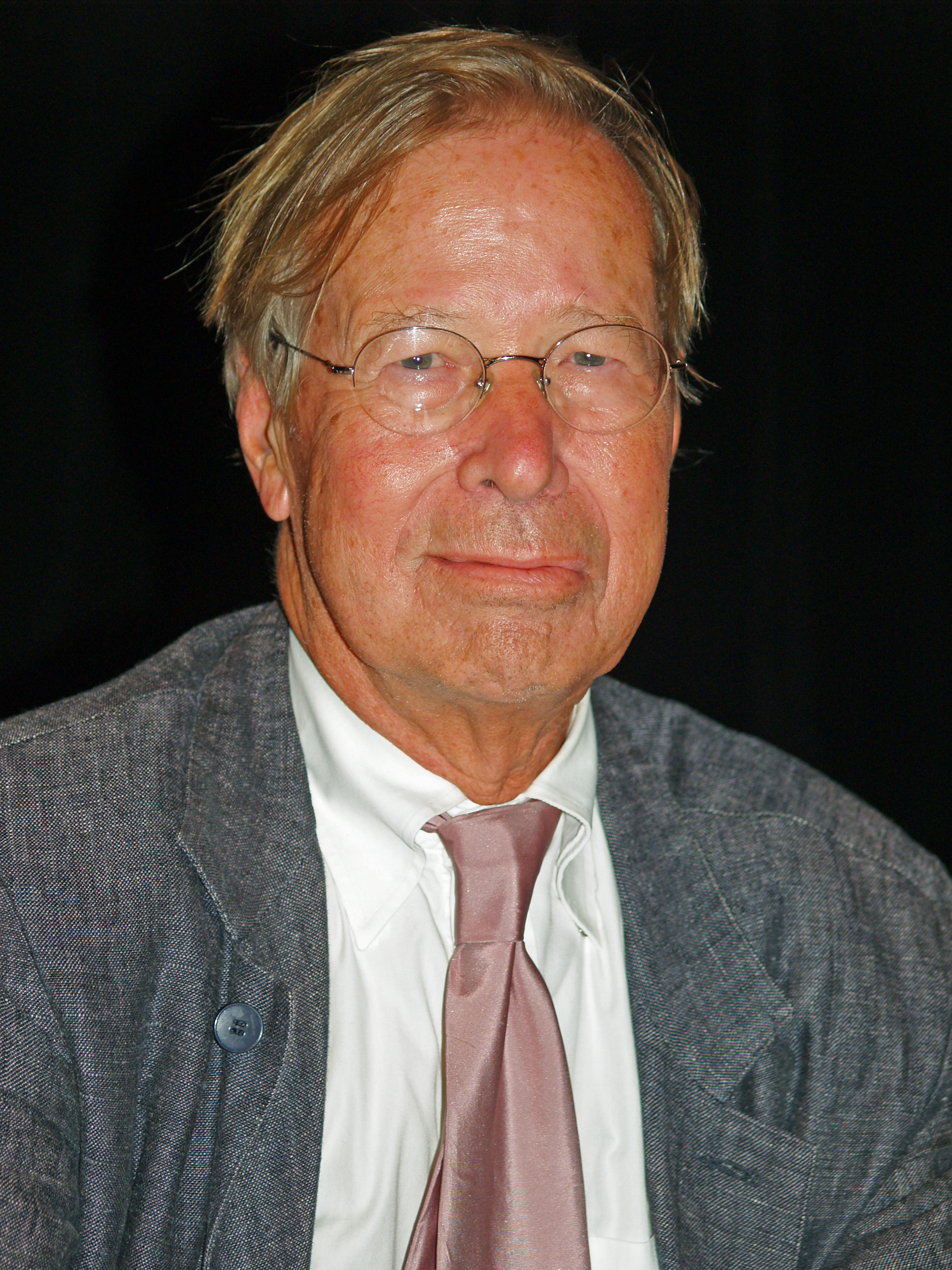
R・ドウォーキン

### 政治家・官僚
- 伊藤博文（1841年 - 1909年、初代・第5代・7代・10代大日本帝国内閣総理大臣、長州五傑の一人）
- 井上馨 (1836年 - 1915年、日本の武士、政治家、実業家、長州五傑の一人)
- 井上勝 (1843年 - 1910年、日本の武士、官僚、実業家、長州五傑の一人)
- 寺島宗則 (1832年 - 1893年、明治時代の政治家)
- 遠藤謹助 (1836年 - 1893年、明治時代の官僚、長州五傑の一人)
- 山尾庸三 (1837年 - 1917年、長州五傑の一人、東京大学工学部の前身となる工学寮を創設)
- アーネスト・サトウ（1843年 - 1929年、イギリスの外交官、駐日英国公使、UCL卒業生）
- 吉田清成（1845年 - 1891年、日本の武士、外交官、元老院議官）
- 鮫島尚信（1845年 - 1880年、日本の武士、外交官、日本人で初めてルイ・ヴィトンの鞄を購入した人物）
- 森有礼 (1847年 - 1889年、日本の武士、外交官、政治家、一橋大学創設者、初代文部大臣)
- 末松謙澄（1855年 - 1920年、日本の政治家、ジャーナリスト）
- 添田寿一（1864年 - 1929年、日本の官僚、経済学者、政治家、台湾銀行初代頭取）
- 伍廷芳  (1842年 - 1922年、清の外交官、政治家)
- トマーシュ・マサリク  (1850年 - 1937年、チェコの社会学者、哲学者、政治家、チェコスロヴァキア共和国の初代大統領)
- マハトマ・ガンディー（1869年 - 1948年、宗教家、政治家、法律）
- スタッフォード・クリップス（1889年 - 1952年、イギリスの政治家、外交官）
- ジョモ・ケニヤッタ  (1893年 - 1978年、ケニアの初代首相)
- ヒュー・ゲイツケル (1906年 - 1963年、イギリスの政治家)
- ハイム・ヘルツォーグ  (1918年 - 1997年、元イスラエル大統領)
- ネルソン・マンデラ（1918年 - 2013年、政治家、元南アフリカ大統領、通信教育により、獄中で学位を取得）
- 小泉純一郎（1942年 - 、第87・88・89代日本国内閣総理大臣）
- ジョン・リード  (1947年 -、イギリスの政治家、セルティックFCの会長)

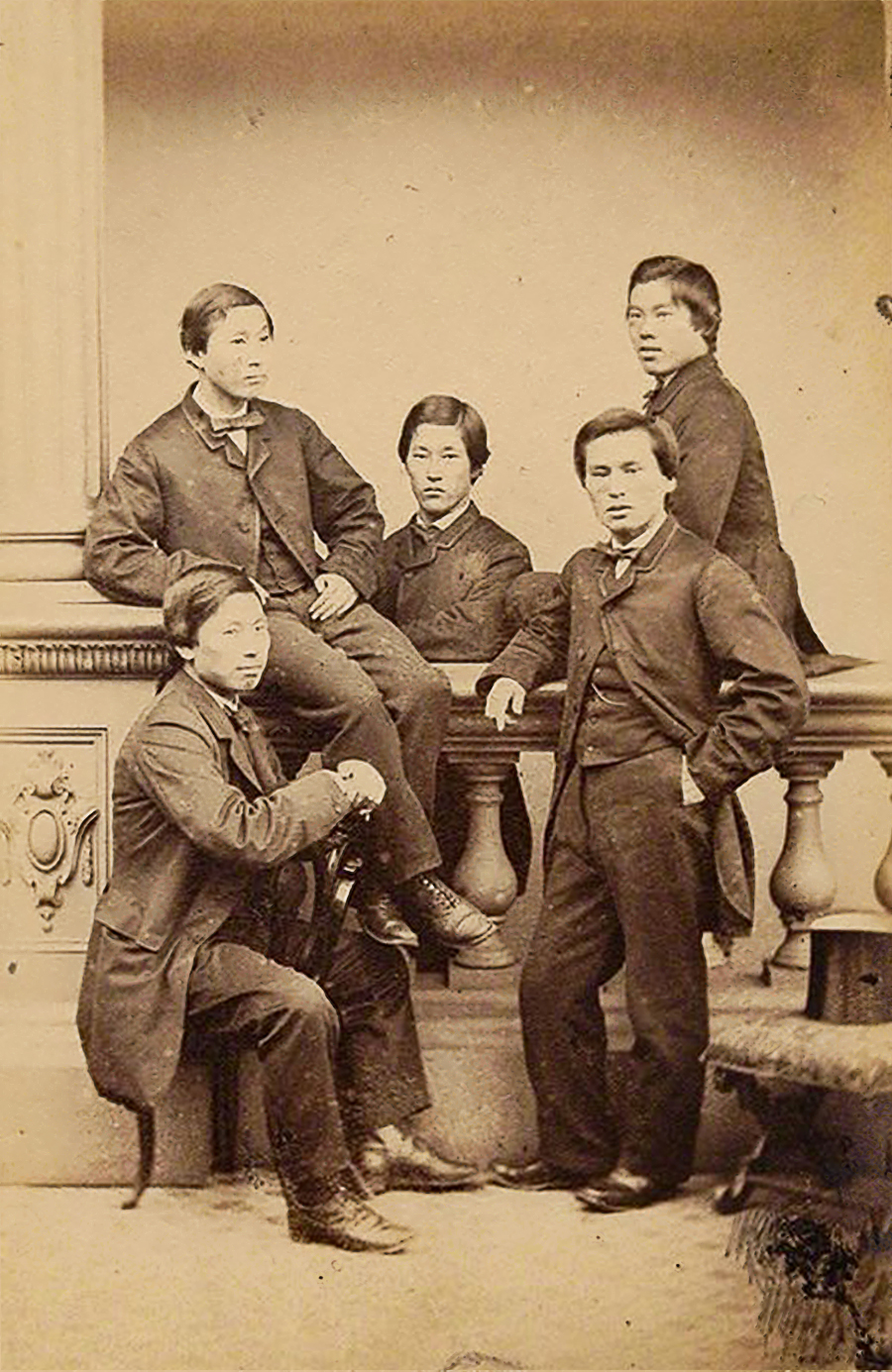
長州五傑
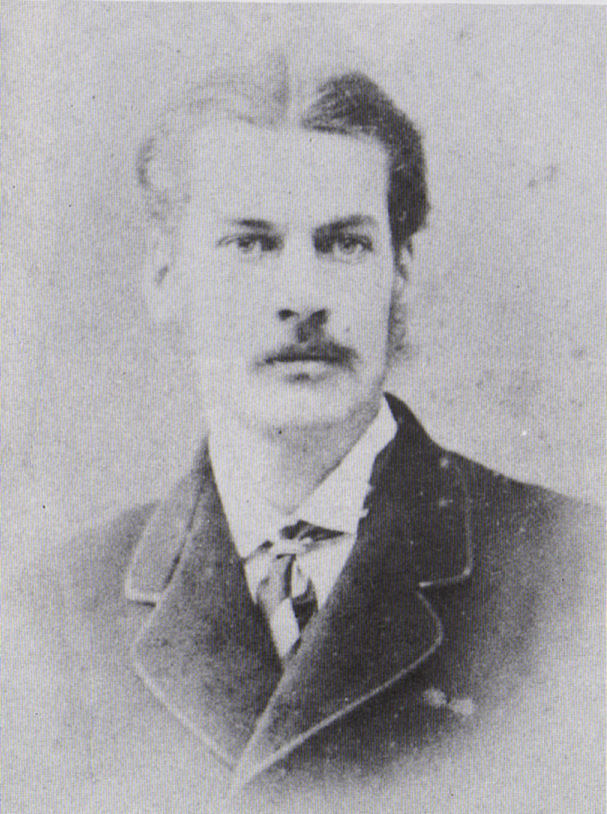
アーネスト・サトウ
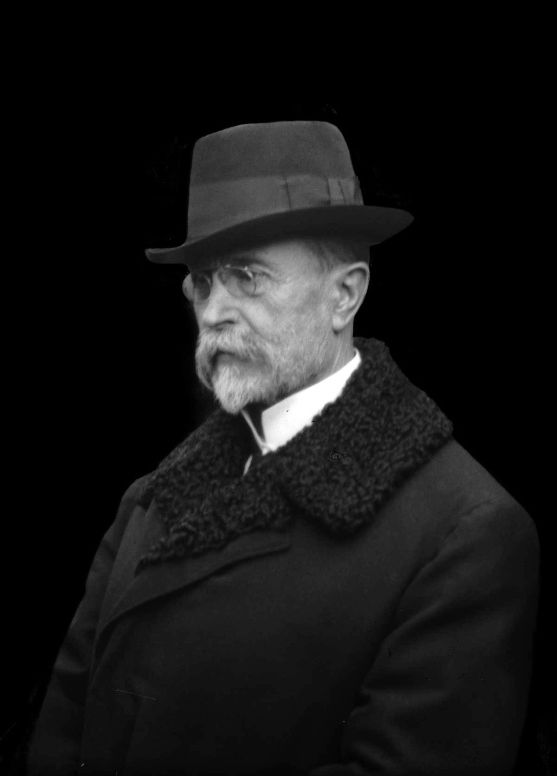
トマーシュ・マサリク
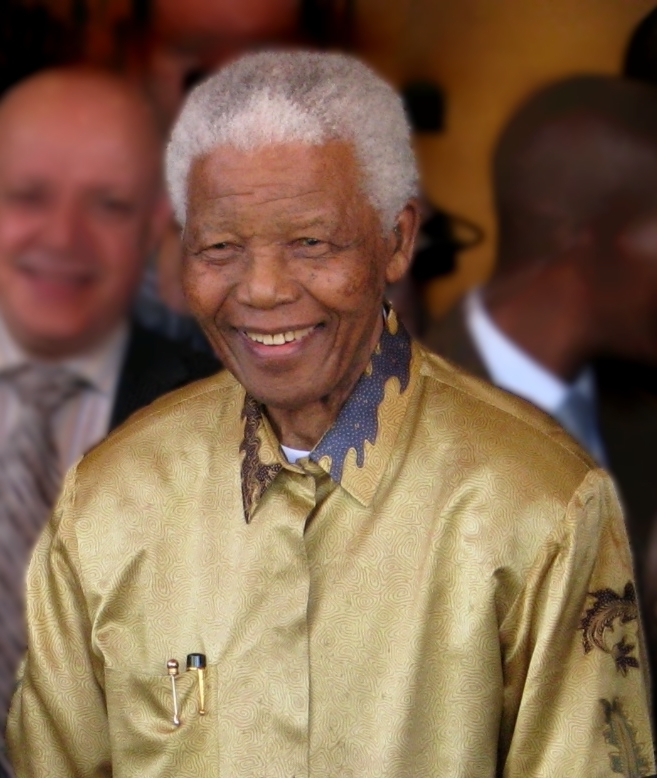
ネルソン・マンデラ

### 文学・芸術
- 夏目漱石 （1867年 - 1916年、文学者・作家、UCLで英文学の授業を聴講[47]）
- 桜井小太郎 （1870年 - 1953年、建築家）
- ダン・ジェイコブソン  (1929年 - 2014年、南アフリカの作家、小説家)
- A・S・バイアット  (1938年 - 2023年、イギリスの小説家)
- アラン・ホリングハースト  (1954年 -、イギリスの小説家)
- ラビンドラナート・タゴール（1861年 - 1941年、詩人、思想家、ノーベル文学賞を受賞）
- ロバート・ブラウニング  (1812年 - 1889年、イギリスの詩人)
- ロジャー・フライ  (1866年 - 1934年、イギリスの画家、芸術批評家)
- ギルバート・ケイス・チェスタートン  (1874年 - 1936年、イギリスの作家、評論家)
- ベン・ニコルソン  (1894年 - 1982年、イギリスの画家)
- ルシアン・フロイド  (1922年 - 2011年、イギリスの画家)
- エドゥアルド・パオロッツィ  (1924年 - 2005年、イギリスの彫刻家、美術家)
- レイモンド・ブリッグズ  (1934年 - 2022年、イギリスのイラストレーター、漫画家、作家)
- アントニー・ゴームリー  (1950年 -、イギリスの彫刻家)

夏目漱石
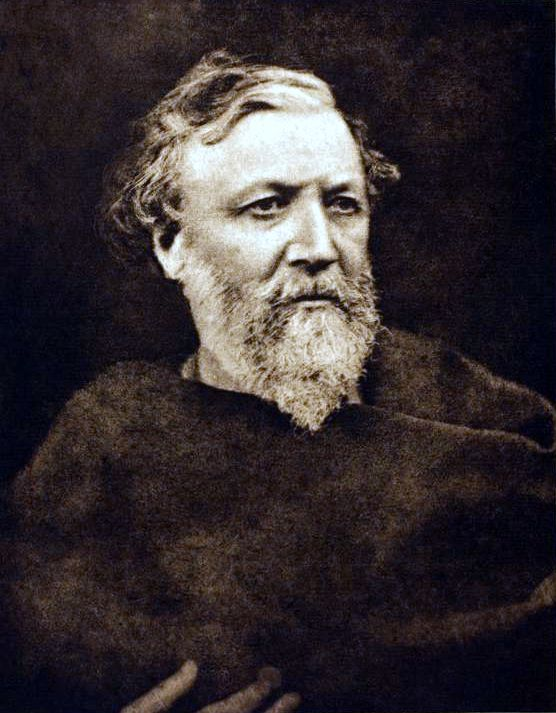
R・ブラウニング
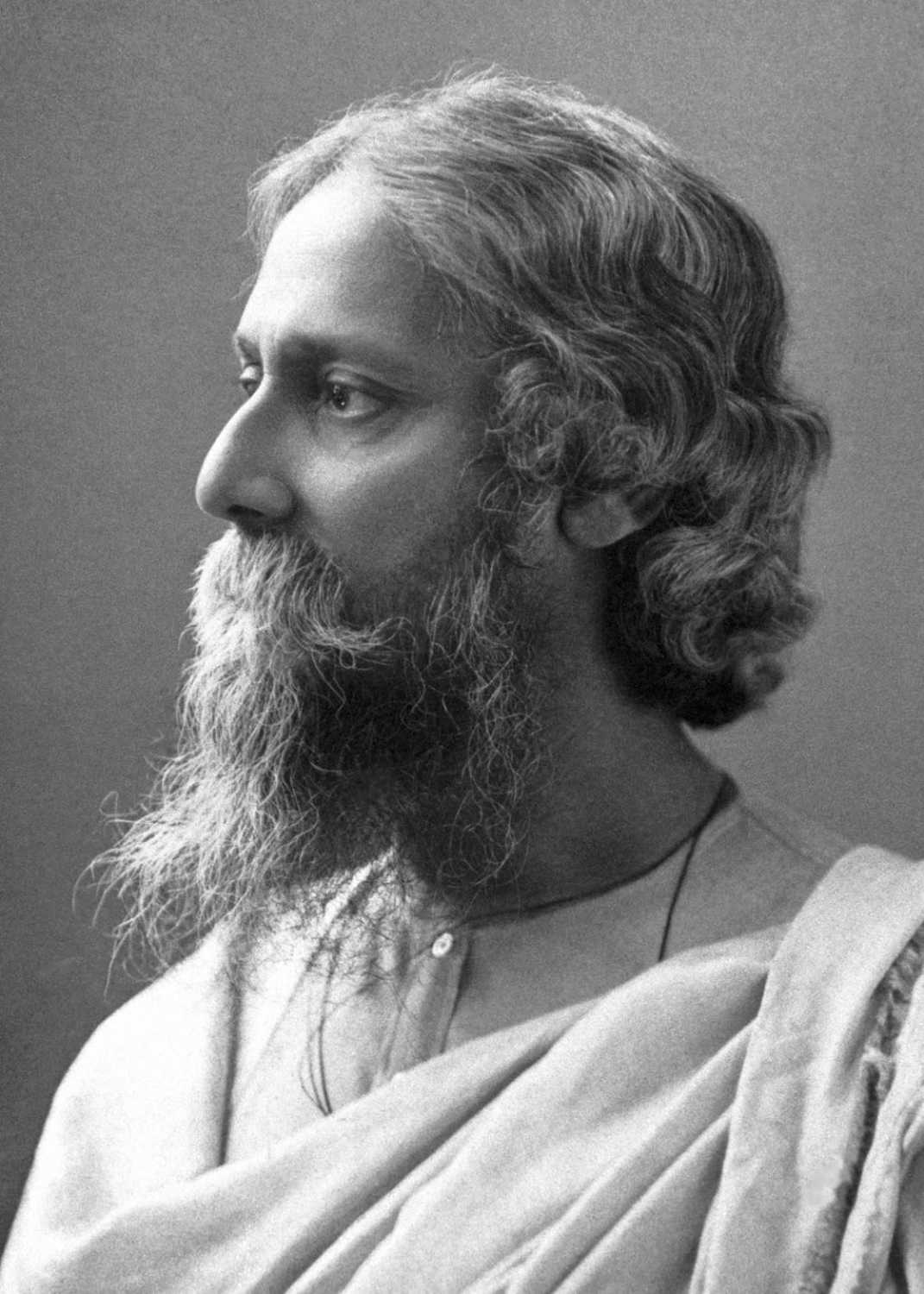
R・タゴール
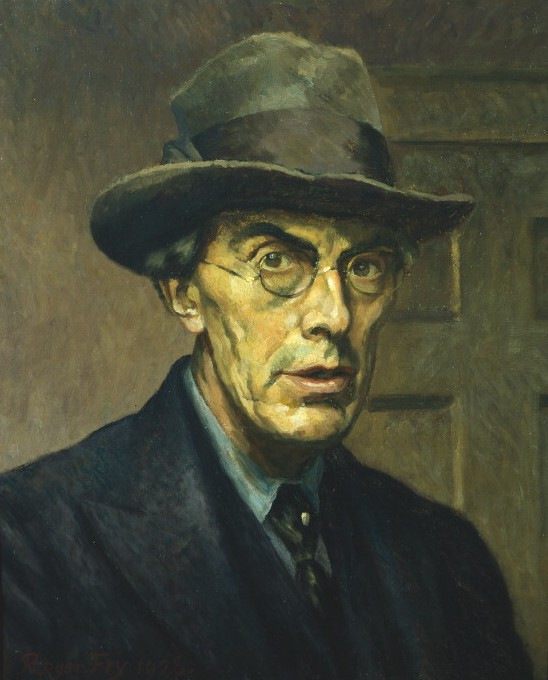
ロジャー・フライ
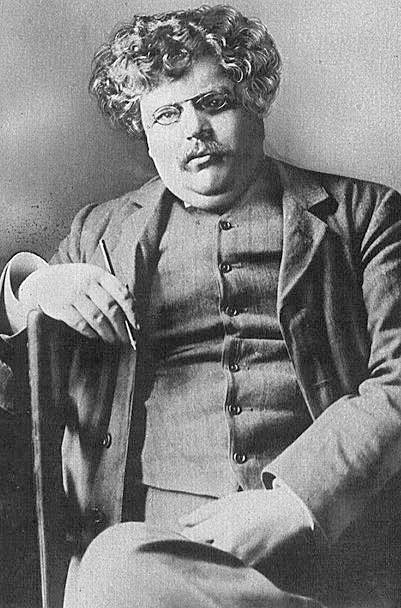
G・K・チェスタートン

### 映画・音楽
- グスターヴ・ホルスト  (1874年 - 1934年、イギリスの作曲家)
- リッキー・ジャーヴェイス  (1961年 -、イギリスの俳優、コメディアン、脚本家)
- クリストファー・ノーラン（1970年 -、映画監督、映画プロデューサー、脚本家）
- コールドプレイのメンバー（クリス・マーティン、ジョニー・バックランド、ガイ・ベリーマン、ウィル・チャンピオン）

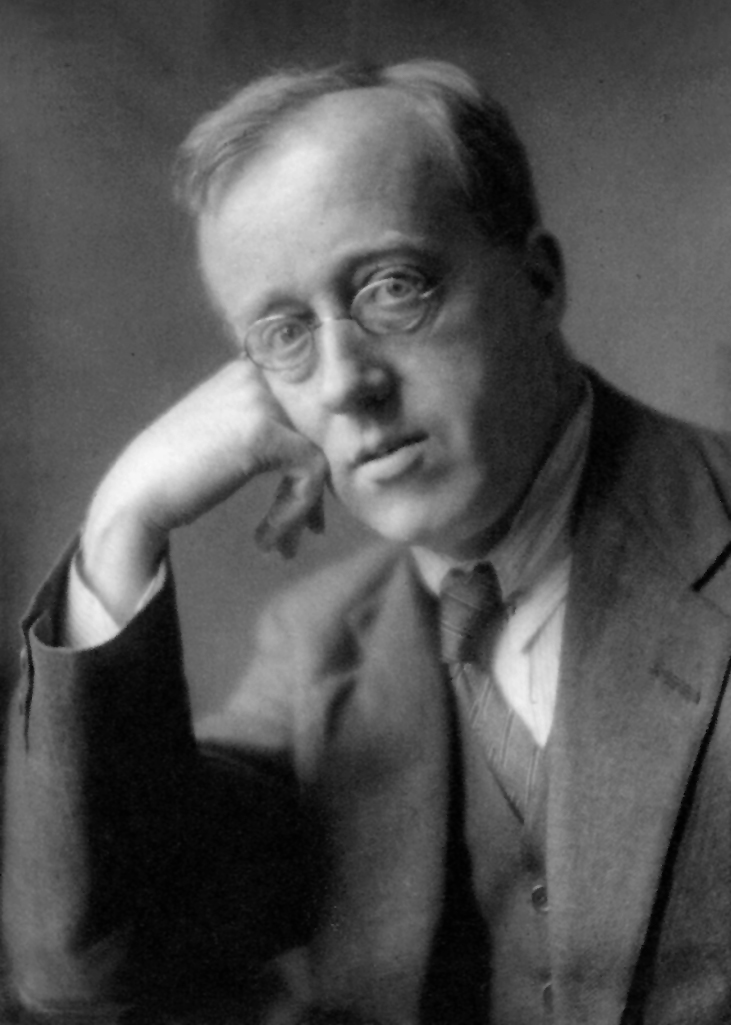
G・ホルスト
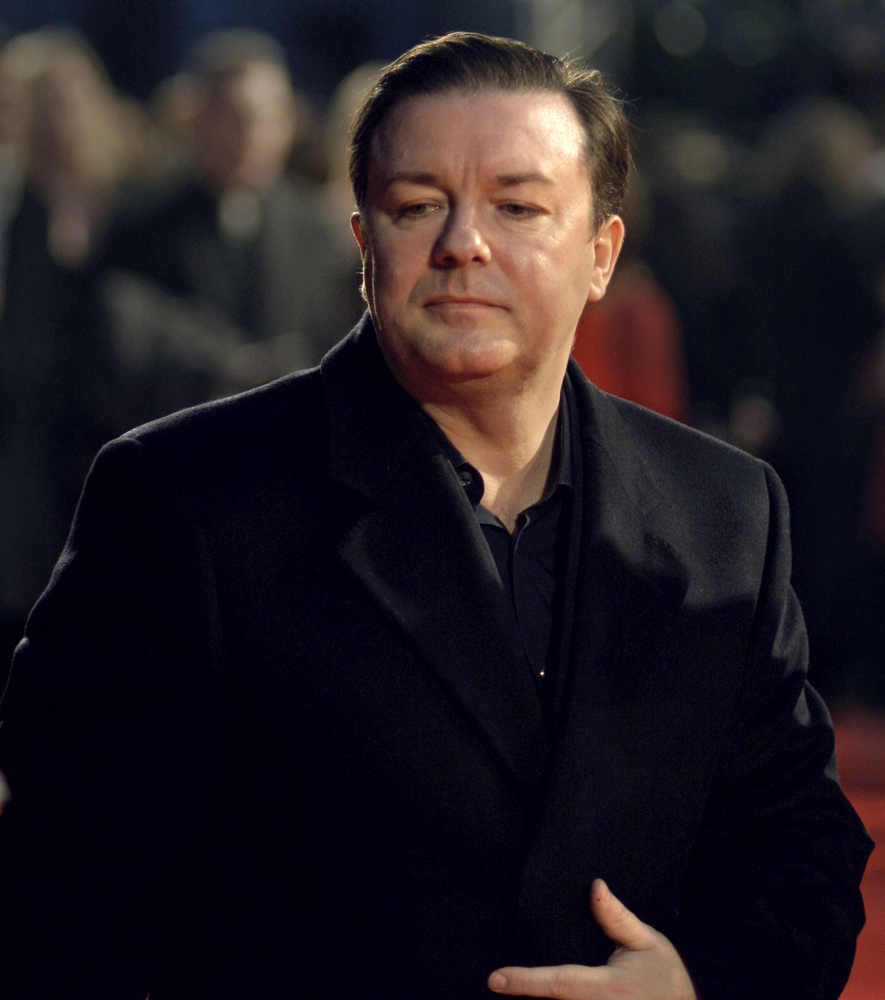
R・ジャーヴェイス
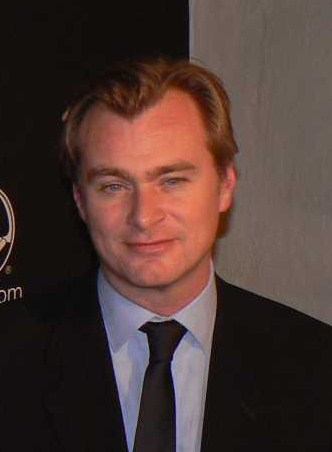
C・ノーラン
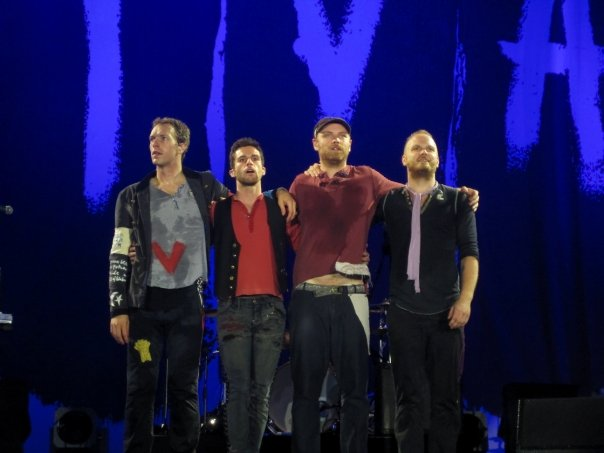
コールドプレイ

### その他
- オーレル・スタイン（1862年 - 1943年、探検家）
- コーリン・チャップマン  (1928年 - 1982年、イギリスのデザイナー、発明家、ロータス・カーズの設立者)
- スチュアート・チェンバース（1956年 - 、ピルキントン社長、日本板硝子社長、ARMホールディングス会長等歴任）
- パトリック・ヘッド  (1946年 -、ウィリアムズF1チーム共同創設者)

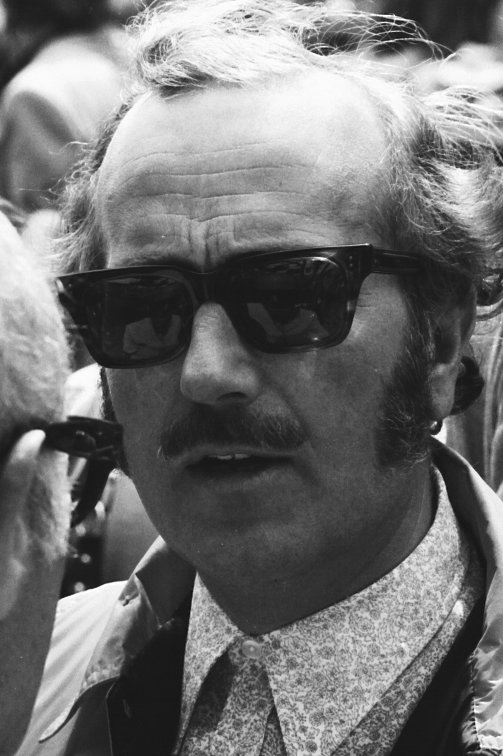
C・チャップマン

## キャンパス
大学の大部分はロンドン中心部のブルームズベリー地区、ガウアー・ストリート沿いに位置している。ブルームズベリー地区周辺は有名な文化施設が集積しており、代表的なものとして大英博物館や大英図書館がある。また、ロンドン大学群に所属する学校・研究施設も多数あり、スクール・オブ・オリエンタル・アンド・アフリカン・スタディーズ (SOAS)、バークベック・カレッジ、ロンドン・スクール・オブ・エコノミクス (LSE) などがある。地下鉄の最寄駅は、ユーストン駅、ユーストン・スクエア駅、ウォーレン・ストリート駅である。また、ロンドン東部・ストラトフォードのクイーン・エリザベス・オリンピック・パークに隣接する再開発エリアでは、新キャンパス（UCL EAST）の建設が進んでいる。さらに、キャンパスの周辺には大学が運営する学生寮が点在している。

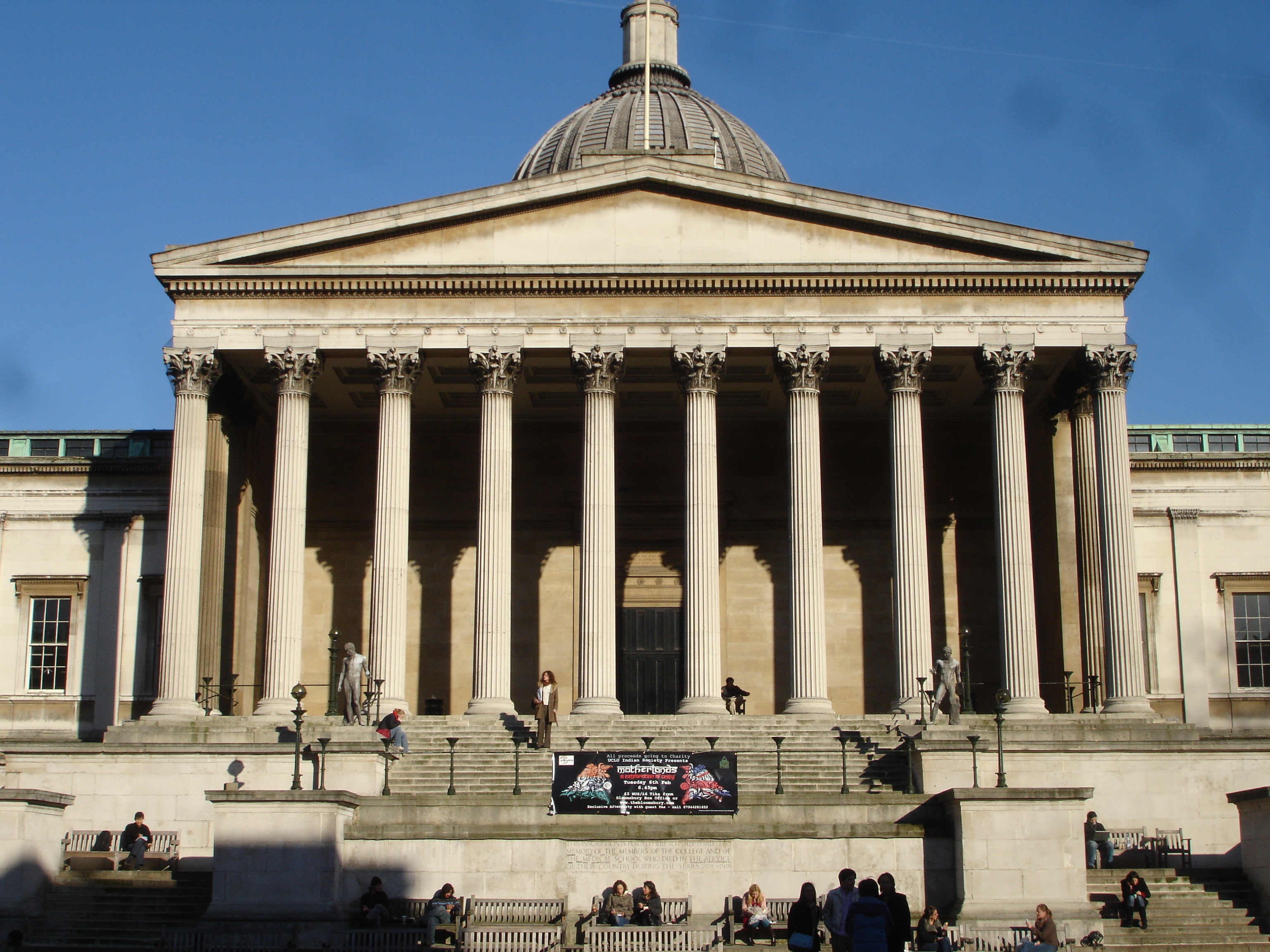
主要校舎正面
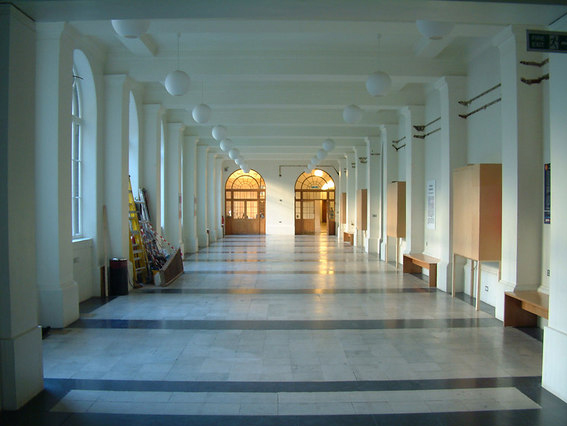
主要校舎内部
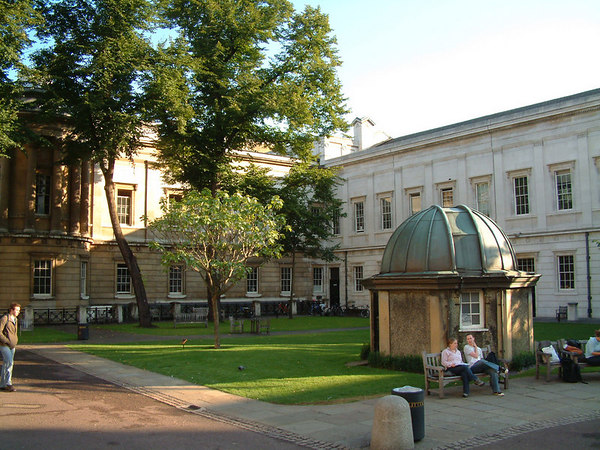
主要校舎外部
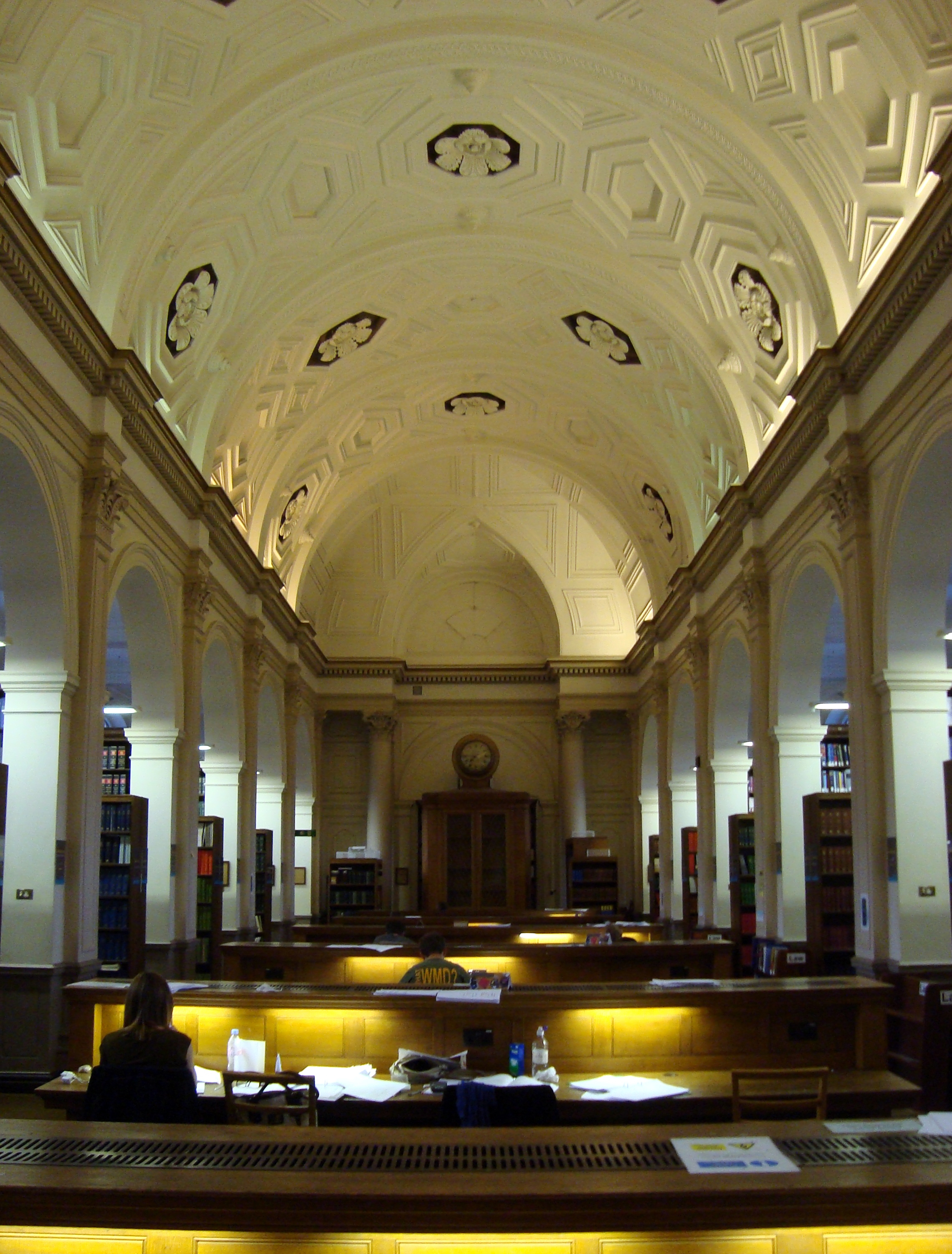
図書館閲覧室
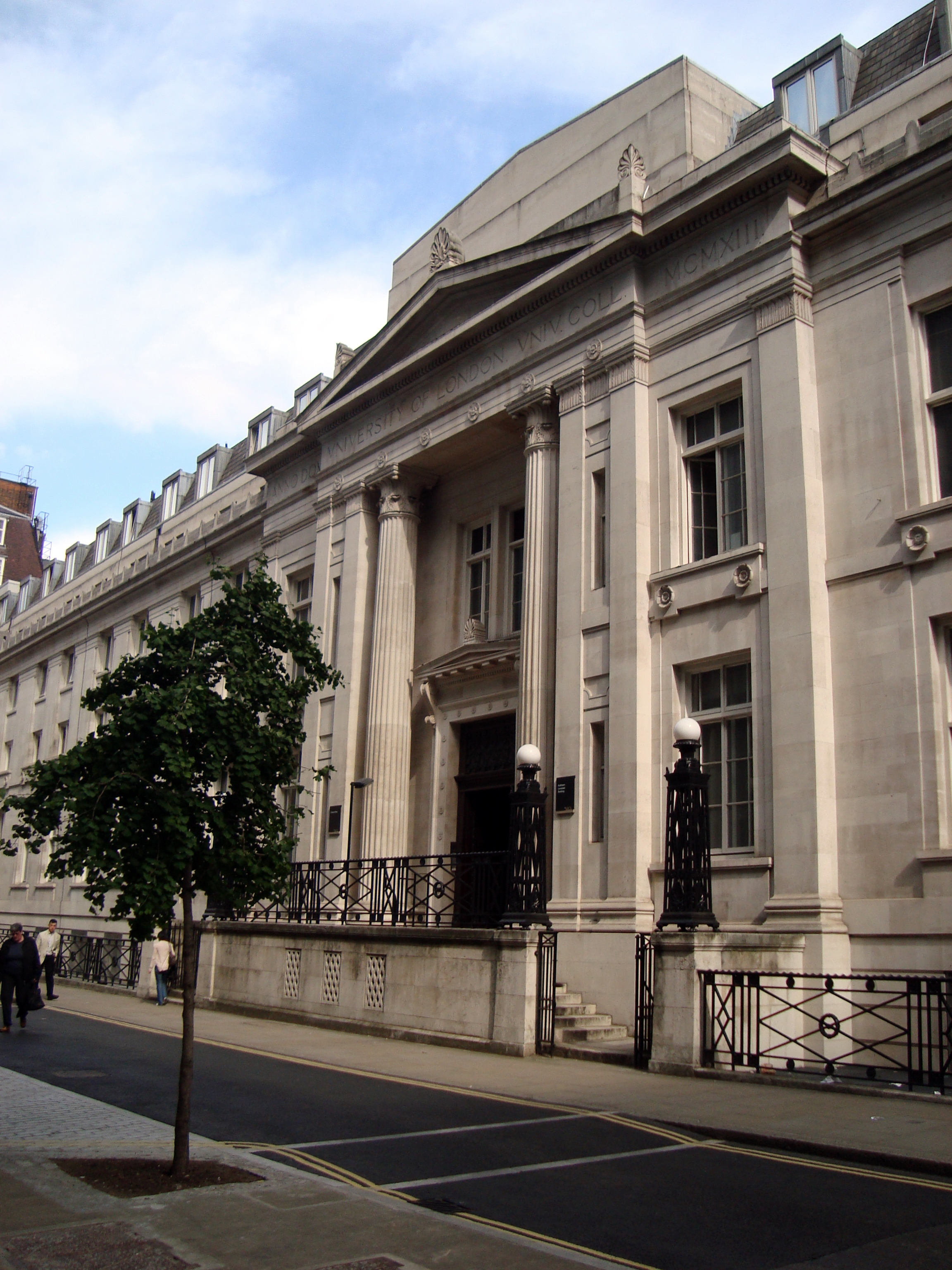
キャスリーン・ロンズデール・ビルディング（自然科学系校舎）
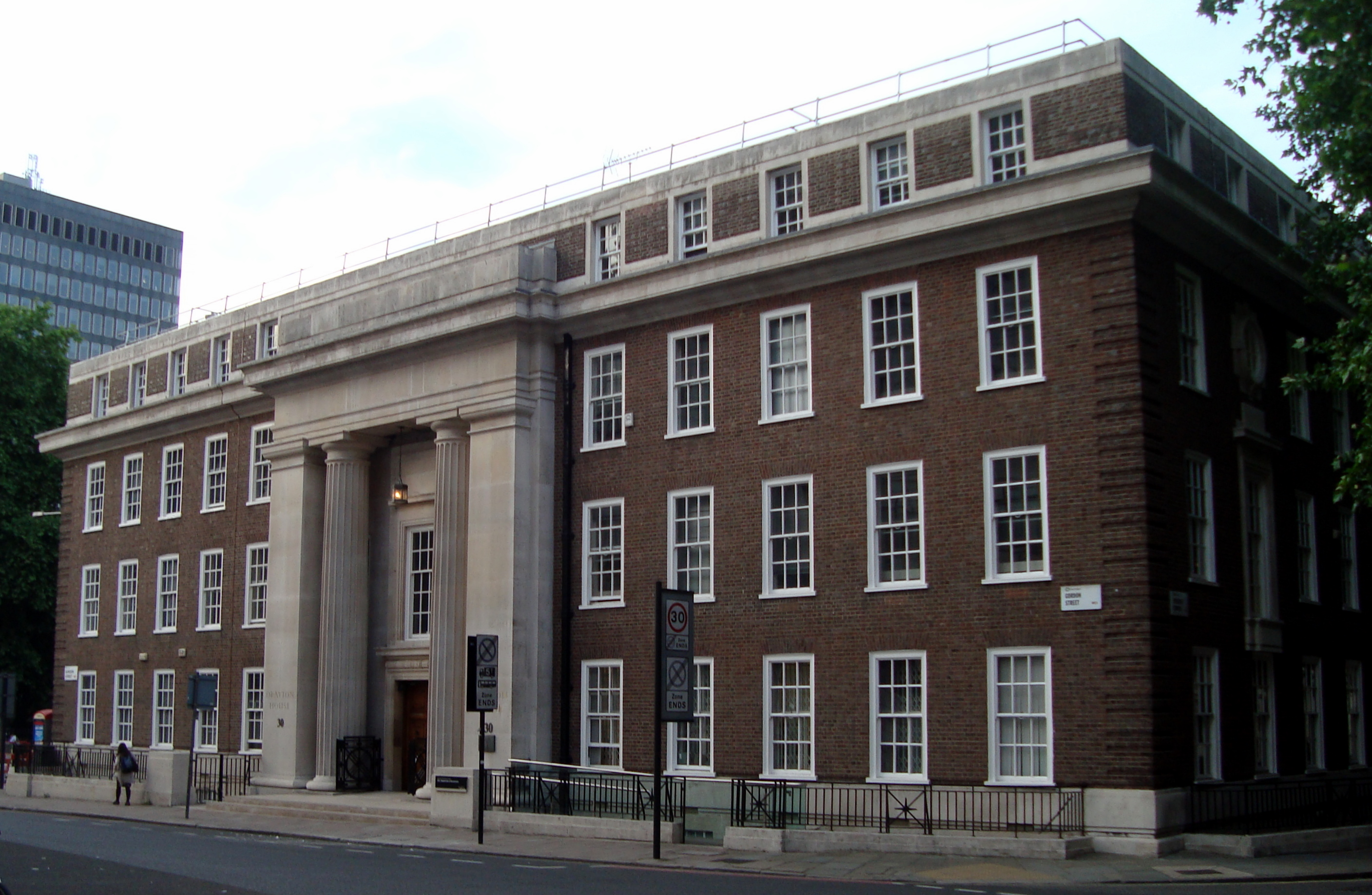
ドレイトン・ハウス（経済学部校舎）
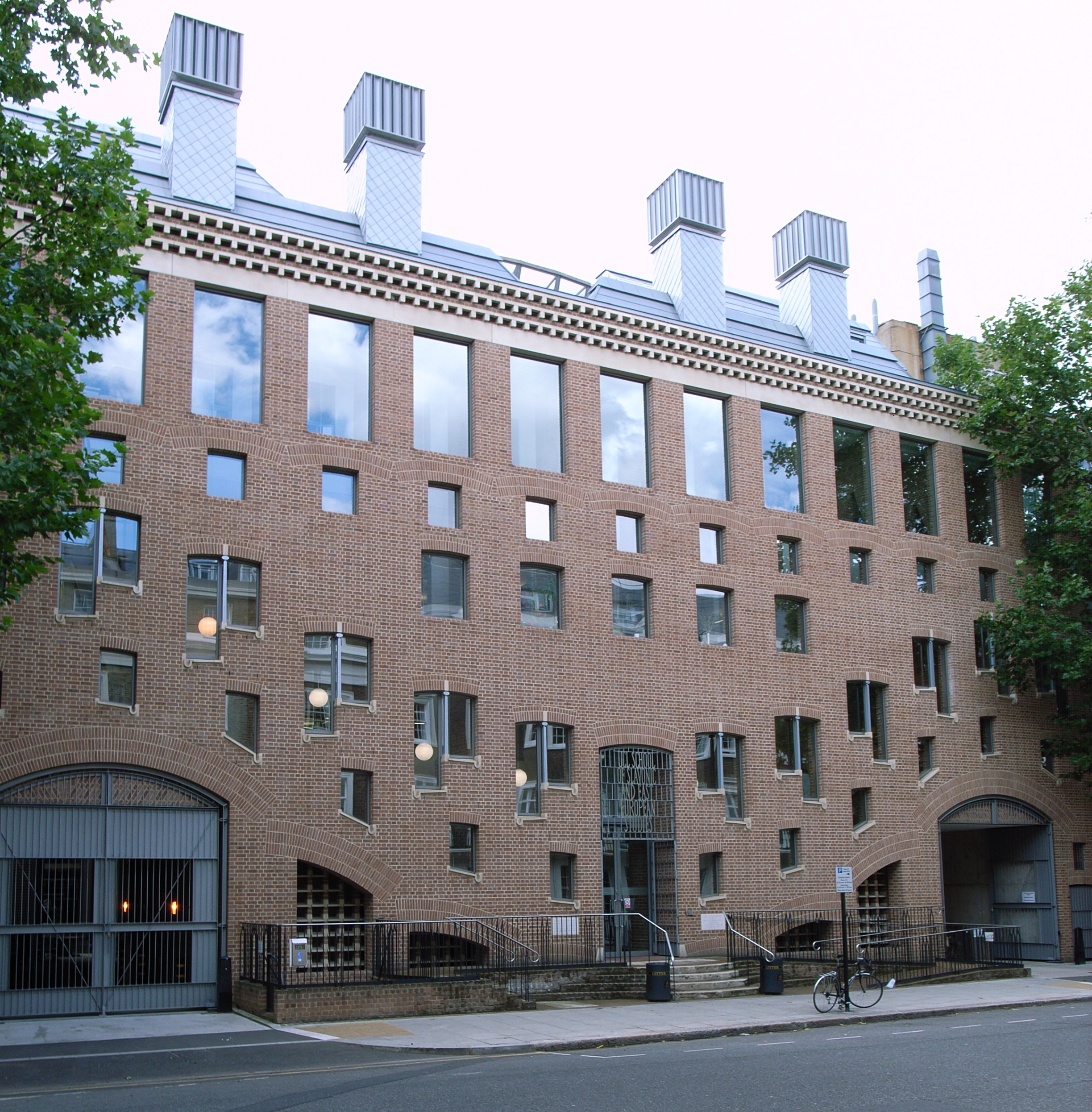
スラブ東欧学研究所
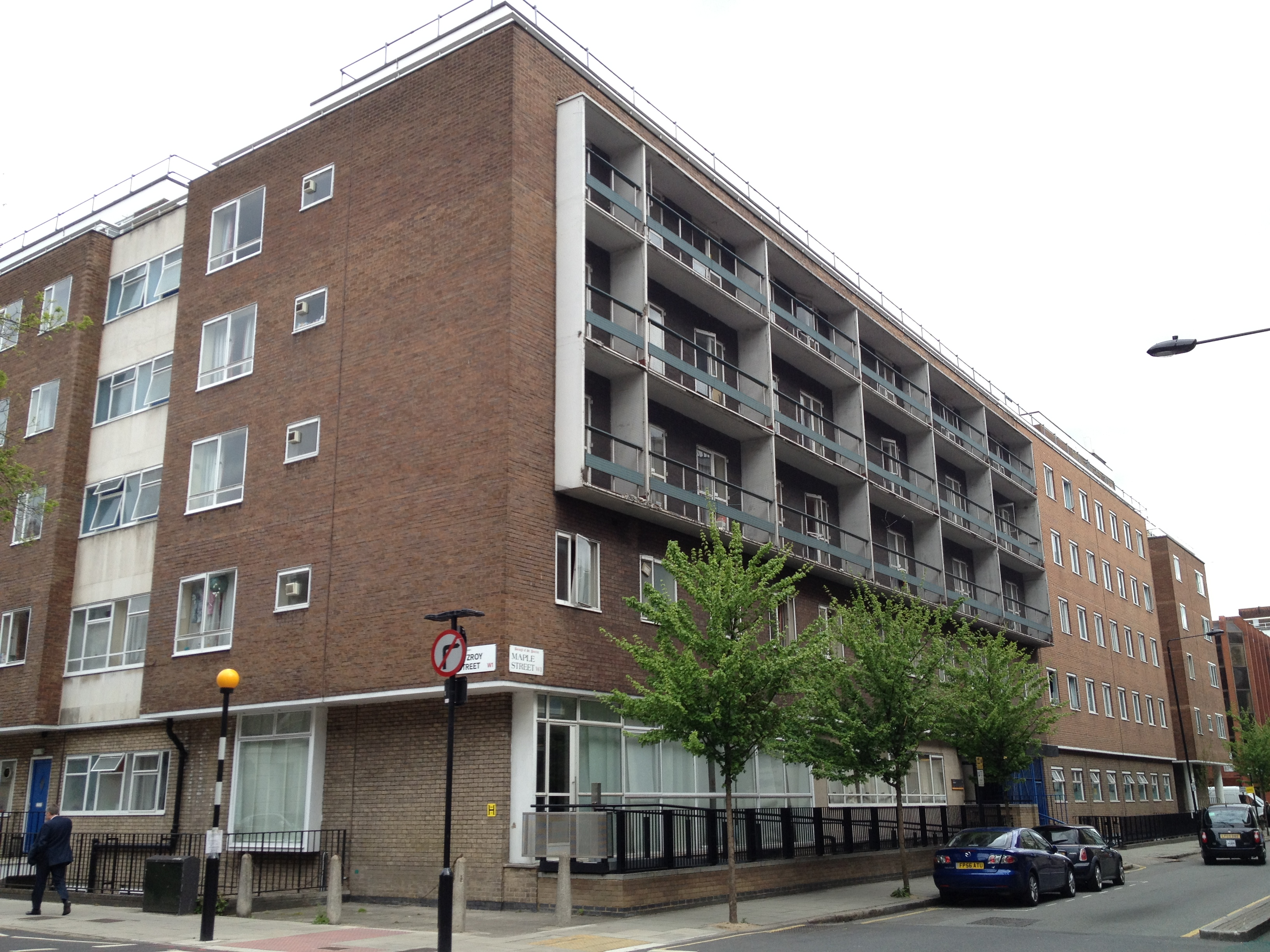
ラムゼーホール（学生寮）
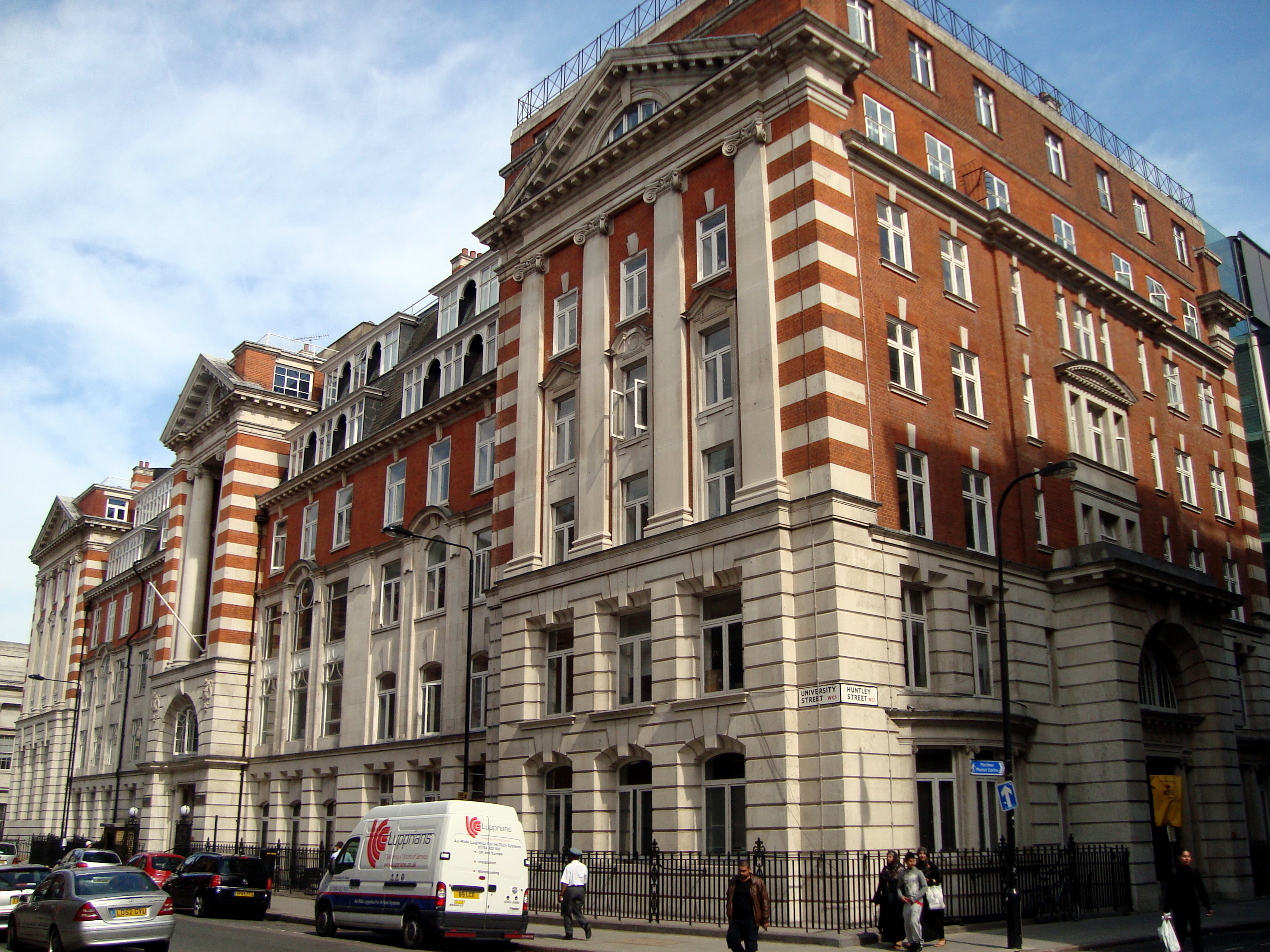
ロックフェラー・ビルディング

## 日本の大学との関係

### 交換留学提携校・学術協定校
| 機関名     | 所在地 |
| ---------- | ------ |
| 東京大学   | 東京   |
| 京都大学   | 京都府 |
| 大阪大学   | 大阪府 |
| 東北大学   | 宮城県 |
| 一橋大学   | 東京   |
| 早稲田大学 | 東京   |
| 中央大学   | 東京   |

## 世界の大学との関係

### 交換留学提携校・学術協定校
| 北アメリカ                           | 北アメリカ     |
| 機関名                               | 所在国         |
| ------------------------------------ | -------------- |
| トロント大学                         | カナダ         |
| ブリティッシュコロンビア大学         | カナダ         |
| マギル大学                           | カナダ         |
| イェール大学                         | アメリカ合衆国 |
| コロンビア大学                       | アメリカ合衆国 |
| ペンシルベニア大学                   | アメリカ合衆国 |
| カリフォルニア工科大学               | アメリカ合衆国 |
| カリフォルニア大学バークレー校       | アメリカ合衆国 |
| カリフォルニア大学ロサンゼルス校     | アメリカ合衆国 |
| ジョンズ・ホプキンズ大学             | アメリカ合衆国 |
| ノースウェスタン大学                 | アメリカ合衆国 |
| ジョージタウン大学                   | アメリカ合衆国 |
| ヨーロッパ                           |                |
| 機関名                               | 所在国         |
| チューリッヒ工科大学                 | スイス         |
| エコール・ノルマル・シュペリウール   | フランス       |
| パリ第5大学                          | フランス       |
| ルプレヒト・カール大学ハイデルベルク | ドイツ         |
| ミラノ大学                           | イタリア       |
| バルセロナ大学                       | スペイン       |
| アムステルダム大学                   | オランダ       |
| コペンハーゲン大学                   | デンマーク     |
| ルンド大学                           | スウェーデン   |
| ヘルシンキ大学                       | フィンランド   |
| コインブラ大学                       | ポルトガル     |
| オーストラリア                       |                |
| 機関名                               | 所在国         |
| シドニー大学                         | オーストラリア |
| メルボルン大学                       | オーストラリア |
| クイーンズランド大学                 | オーストラリア |
| アジア                               |                |
| 機関名                               | 所在国         |
| 北京大学                             | 中華人民共和国 |
| 清華大学                             | 中華人民共和国 |
| 浙江大学                             | 中華人民共和国 |
| 上海交通大学                         | 中華人民共和国 |
| 香港大学                             | 香港           |
| シンガポール国立大学                 | シンガポール   |
| 南洋理工大学                         | シンガポール   |